# Prima guerra giudaica
La prima guerra giudaica fu combattuta tra l'Impero romano ed Ebrei ribelli. Iniziò con una ribellione degli Ebrei nel 66, che riuscirono a infliggere una pesante sconfitta ai Romani e proseguì fino al 70, anno in cui le legioni di Tito entrarono a Gerusalemme dopo un lungo assedio, che si concluse con la distruzione del Secondo Tempio. L'ultimo episodio collegato alla guerra fu l'assedio di Masada, una piazzaforte ebraica che cadde in mani romane solo nel 73.

## Contesto storico
I rapporti tra Romani ed Ebrei iniziarono a incrinarsi nel 40: in quell'anno, secondo Filone di Alessandria, l'imperatore Caligola avrebbe tentato di far collocare una statua con le sue fattezze nel tempio di Gerusalemme, sostenendo di essere un dio e pretendendo di essere venerato; chi si fosse opposto sarebbe stato mandato a morte. All'ordine imperiale si sarebbero opposti i Giudei, comunicando al legato di Siria che Caligola avrebbe dovuto annientare l'intero popolo - in quanto la legge e i costumi vietavano di porre nel Tempio immagini di divinità.
Seguì la morte di Caligola nel 41; successive opere, come il Quarto libro dei Maccabei, parlavano di resistenza civile e non armata all'oppressione. Dopo il 44, secondo Giuseppe Flavio, furono altre le cause: il malgoverno dei prefetti romani, come Lucceio Albino e Gessio Floro, e la crescente avversione all'aristocrazia laica e sacerdotale sempre più corrotte. Tali condizioni avrebbero accresciuto la certezza di essere nel periodo di tribolazione premessianica (si veda Libro di Daniele in special modo) con il manifestarsi di numerosi profeti ritenuti mendaci.

### Casus belli: la rivolta (66)
Nel 66, il procurator Augusti della Giudea romana, Gessio Floro, pretese che fossero prelevati diciassette talenti dal Tempio e, trovando una forte opposizione da parte degli ebrei, mandò avanti i propri soldati, che provocarono la morte di 3 600 persone. In seguito Floro, con il pretesto di avere una dimostrazione di fedeltà da parte dei Giudei, ordinò che accogliessero due coorti dell'esercito romano che si stavano dirigendo a Gerusalemme da Cesarea. Le coorti avevano l'ordine di attaccare la folla qualora questa avesse insultato Floro, cosa che avvenne, provocando un altro intervento contro la popolazione; le coorti, facendo uso della forza per raggiungere la fortezza Antonia, il forte di Gerusalemme a ridosso del Tempio, vennero assalite dalla popolazione, perciò Floro, sedata l'agitazione, disse che sarebbe partito da Gerusalemme per andare a Cesarea, lasciando un presidio all'Antonia.
Floro, alla presenza del governatore di Siria Gaio Cestio Gallo, dichiarò che erano stati i Giudei ad iniziare i disordini. Dopo la visita a Gerusalemme degli ispettori di Cestio, che diede ragione ai Giudei, la situazione sembrò distendersi, ma le frange ebraiche più radicali diedero inizio alla guerra occupando Masada, sterminandone la guarnigione romana, mentre Eleazaro ben Simone, sacerdote del Tempio, proibì di eseguire i consueti sacrifici in favore dei Romani e occupò il Tempio. Floro inviò duemila cavalieri a domare la rivolta, che si era estesa per tutta la città alta. I rivoltosi, guidati da un certo Menahem, incendiarono gli edifici romani, mentre il sommo sacerdote del Tempio, Anania, venne assassinato fuori città. Menahem venne ucciso a sua volta quando fu raggiunto dagli uomini di Eleazaro, e i pochi seguaci scampati fuggirono a Masada.
A Cesarea Floro fece uccidere tutti i Giudei della città, circa diecimila, fatto che fece estendere la ribellione a tutta la Giudea settentrionale, dove Giudei e Siri si massacrarono a vicenda senza pietà. Ad Alessandria scoppiarono altri tumulti, ma Tiberio Alessandro, governatore della città, li sedò violentemente. Infine Cestio intervenne di persona con la XII legione; partendo da Tolemaide saccheggiò diverse zone della Giudea e, quando giunse a Seffori, affrontò un gruppo di rivoltosi, sconfiggendolo. Di qui si diresse verso Gerusalemme, dove si stava svolgendo la festa delle capanne; i rivoltosi vinsero il primo scontro, ma vennero sconfitti nel secondo, così Cestio poté conquistare alcuni quartieri di Gerusalemme. A causa dell'indugio di Cestio, molti Giudei giunsero dalle regioni circostanti in soccorso dei rivoltosi e lo obbligarono a ritirarsi frettolosamente; pochi giorni dopo l'esercito di Cestio fu quasi completamente distrutto tra Bethoron e Antipatride, e Cestio si salvò con difficoltà.
I rivoltosi diedero poi ad Eleazaro la guida della rivolta, che organizzò la difesa e la gestione delle diverse regioni, affidate ai suoi uomini più fedeli. In questo periodo emerge la figura di Giovanni di Giscala, capo di una nuova fazione di rivoltosi, che complotta contro Giuseppe ben Mattia (poi divenuto Giuseppe Flavio) per sottrargli il controllo della Galilea, affidatogli da Eleazaro.

## Forze in campo

### Romani
All'inizio della campagna militare (nel 67), Vespasiano poteva contare già su un esercito imponente:
- 3 intere legioni di 6 000 armati ciascuna (la legio V Macedonica, il cui legatus legionis era Sesto Vettuleno Ceriale;[8] la X Fretensis, il cui legatus legionis era Marco Ulpio Traiano;[8] e la XV Apollinaris, il cui legatus era il figlio Tito), per un totale di 15 000 armati;[13]
- 23 coorti, di cui 10 erano milliarie, le restanti quingenarie equitatae (600 fanti + 120 cavalieri), per un totale di quasi 20 000 armati;[13][30]
- 6 alae di cavalleria, pari a 6 000 armati circa;[13]
- un cospicuo numero di truppe alleate (15 000 armati), raccolte tra i re "clienti", Antioco IV di Commagene, Erode Agrippa II e Gaio Giulio Soaemo, che fornirono ciascuno 2 000 fanti e 1 000 cavalieri,[13] mentre l'arabo Malco II dei Nabatei inviò 1 000 cavalieri e 5 000 fanti.[13]

Il totale era quindi di ben 60 000 armati schierati da Vespasiano.

## Campagne

### inizio del 66

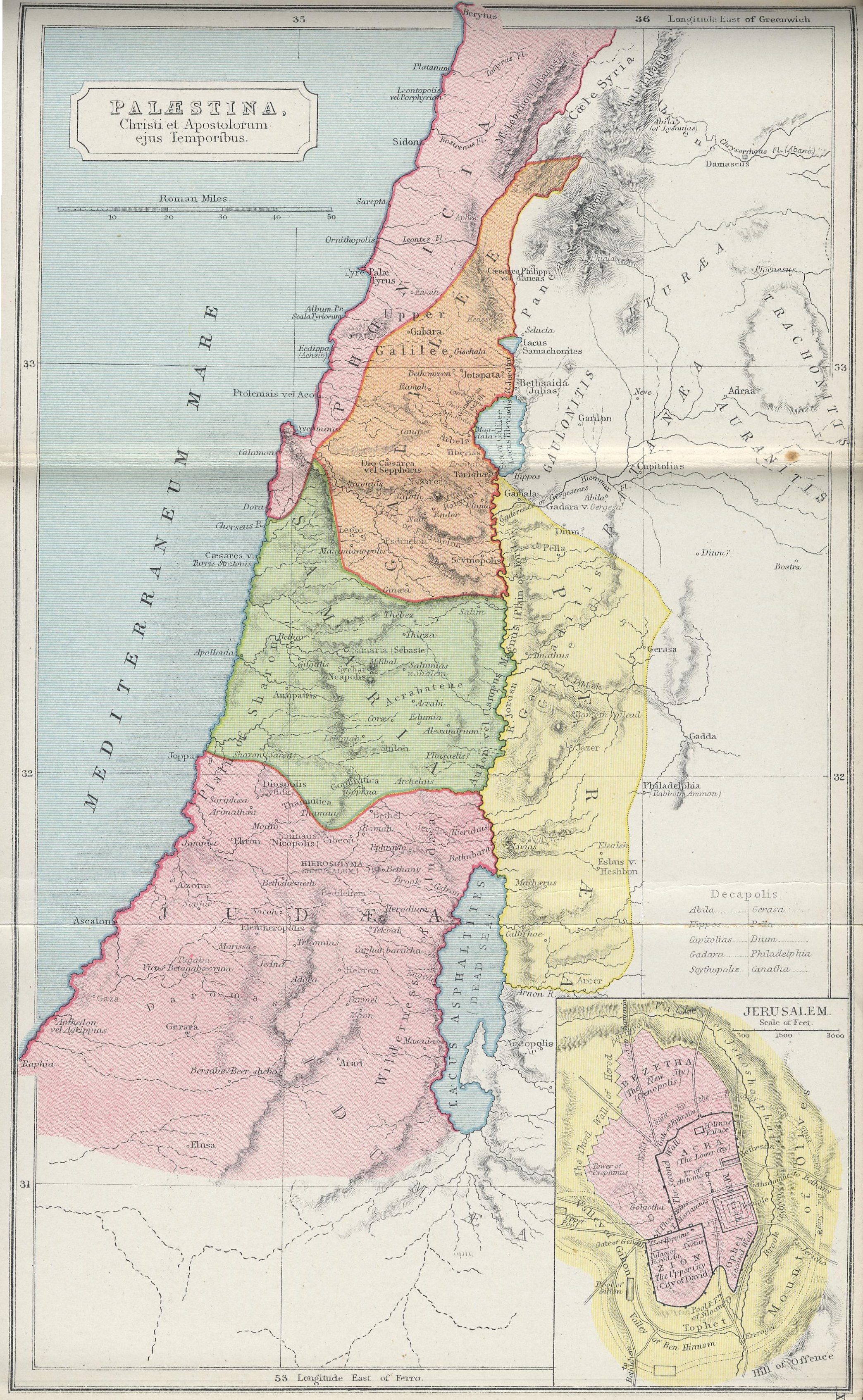
L'antica provincia romana di Giudea al tempo della prima guerra giudaica

Nel 66, quando Nerone venne informato della sconfitta subita in Giudea dal suo legatus Augusti pro praetore di Siria, Gaio Cestio Gallo, colto da grande angoscia e timore, trovò che il solo Vespasiano sarebbe stato all'altezza del compito, e quindi capace di condurre una guerra tanto importante in modo vittorioso.
E così Vespasiano fu incaricato della conduzione della guerra in Giudea, che minacciava di espandersi a tutto l'Oriente. Vespasiano, che si trovava in Grecia, al seguito di Nerone, inviò il figlio Tito ad Alessandria d'Egitto, per rilevare la legio XV Apollinaris, mentre egli stesso attraversava l'Ellesponto, raggiungendo la Siria via terra, dove concentrò le forze romane e numerosi contingenti ausiliari di re clienti (tra cui quelli di Erode Agrippa II).
Ad Antiochia di Siria, Vespasiano, concentrava e rafforzava l'esercito siriaco (legio X Fretensis), aggiungendo due legioni (la legio V Macedonica e la legio XV Apollinaris, giunta dall'Egitto), otto ali di cavalleria e dieci coorti ausiliarie, mentre attendeva l'arrivo del figlio Tito, nominato suo vice (legatus); Nel frattempo i Giudei assediarono disastrosamente Ascalona, ancora fedele ai Romani, i quali cominciarono la campagna occupando Seffori.

### Anno 67
Vespasiano mosse da Antiochia alla volta di Tolemaide (inverno, inizi del 67). Gli vennero incontro gli abitanti di Zippori, la città più grande della Galilea, che si erano dimostrati fedeli anche a Cestio Gallo e che ricevettero, per questo motivo, nuovi armati romani a loro protezione (mille cavalieri e seimila fanti), sotto il comando del tribunus militum Giulio Placido. La città era infatti considerata di fondamentale importanza strategica, atta a vigilare l'intera regione.
Giulio Placido, dopo aver preso posizione, divise le sue truppe: i fanti vennero inviati nella città, mentre i cavalieri rimasero nell'accampamento, lì vicino. Dispose, quindi, di condurre continue incursioni nel territorio circostante nemico, al fine di non permettere loro di organizzarsi, infliggendo loro gravi perdite umane, oltre a devastare tutti i territori limitrofi alle città dove i Galilei si erano rifugiati. Giuseppe, a capo delle truppe ribelli galilee, avrebbe voluto riprendere la città di Zippori, ma lui stesso in passato l'aveva fortificata, rendendola inespugnabile anche per i Romani. La sua incursione provocò, invece, solo un inasprimento della guerra nella regione, poiché i Romani intensificarono i loro attacchi e continuarono, sia di notte sia di giorno, a devastare e saccheggiare le loro pianure, uccidendo tutti gli uomini validi alle armi e trascinando in schiavitù i più deboli.
(Giuseppe Flavio, La guerra giudaica, III, 4.1.)

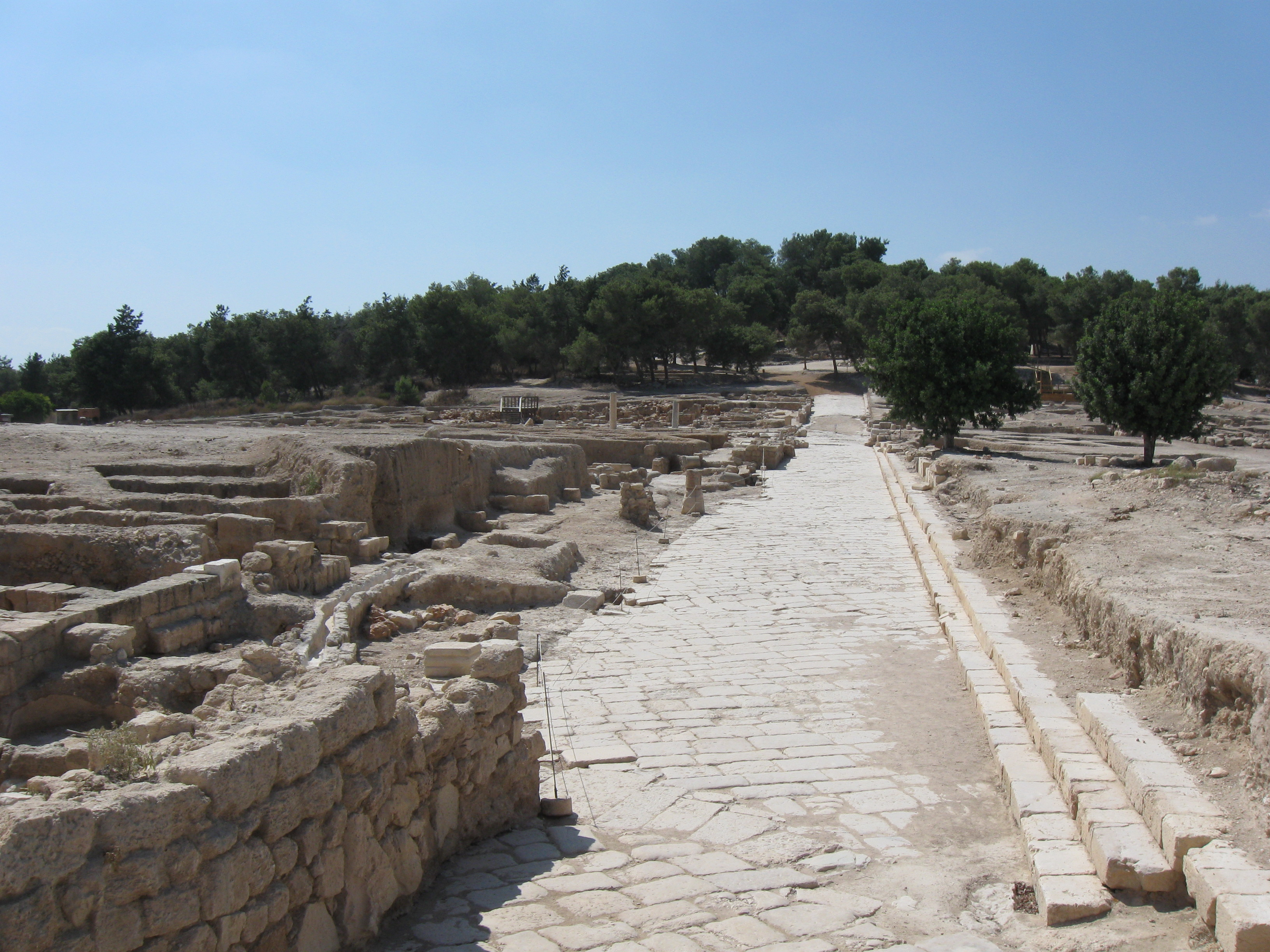
Rovine dell'antica città di Zippori.

Frattanto Tito, figlio di Vespasiano, si congiunse col padre a Tolemaide, proveniente da Alessandria e portando con sé la legio XV Apollinaris (inverno, inizi del 67), oltre a diversi contingenti forniti da altri re locali. L'esercito romano risultava composto da tre legioni e diciotto coorti ausiliarie, a cui si aggiunsero altre cinque coorti ed un'ala di cavalleria (provenienti da Cesarea marittima), oltre a cinque ali di cavalleria dalla Siria. A tutto ciò si aggiungevano 15 000 armati dei re "clienti", Antioco IV di Commagene, Erode Agrippa II, Gaio Giulio Soaemo e Malco II re dei Nabatei. Si trattava di un esercito imponente di 60 000 armati.
Vespasiano, insieme con Tito, si trattenne a Tolemaide per qualche tempo per completare la preparazione dell'esercito, mentre Placido continuava con le sue scorrerie per tutta Galilea, mettendo la maggior parte dei prigionieri a morte. Vedendo poi che quelli capaci di combattere riuscivano sempre a rifugiarsi nelle città fortificate da Giuseppe, Placido decise di marciare contro quella meglio difesa, Iotapata, ritenendo di poterla occupare, ottenendo così fama e gloria per sé di fronte ai suoi comandanti, oltre ad indurre le altre città ad arrendersi, una volta caduta la più forte. Ma i suoi calcoli si rivelarono errati. Gli iotapateni, infatti, informati del suo arrivo, preferirono attenderlo davanti alle mura della città e, appena i Romani giunsero in prossimità, si scagliarono con veemenza sfruttando l'elemento sorpresa. E poiché gli iotapateni risultavano più numerosi, oltre ad essere determinati a proteggere la loro città in pericolo, le loro mogli ed i loro figli, riuscirono a sconfiggerli rapidamente, tanto che Placido, visto che era troppo debole per assaltare la città, preferì ritirarsi.
Fu così che Vespasiano decise di invadere la Galilea personalmente, facendo uscire le sue truppe in bell'ordine da Tolemaide. Giunto ai confini della Galilea si accampò, tenendo a freno i suoi soldati, desiderosi di combattere, ma mettendo in bella mostra le sue forze per spaventare i nemici, con la speranza che volessero cambiare idea, rinunciando alla guerra. Giuseppe, che era accampato non molto distante da Seffori (a Garis), vedendo che il terrore che incutevano i Romani nei suoi aveva generato molte defezioni, con i pochi rimasti si rifugiò a Tiberiade.

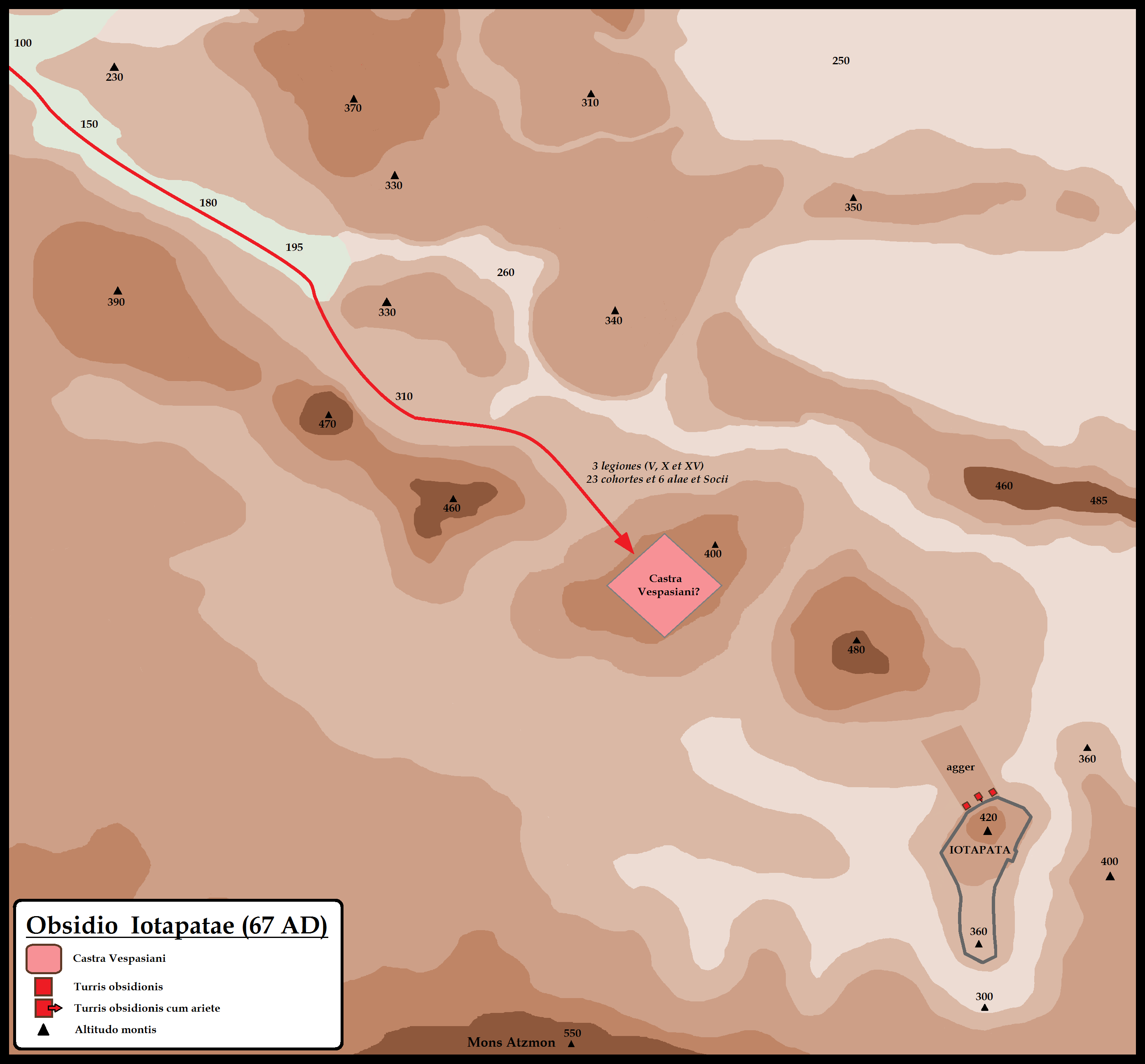
Mappa dell'assedio di Iotapata da parte dell'armata romana di Vespasiano, durato 47 giorni.

La campagna militare continuò. Vespasiano conquistò al primo assalto la città di Gabara, che era rimasta priva di uomini validi per la sua difesa. Nel frattempo Giuseppe, giunto a Tiberiade, decise di scrivere ai governanti in Gerusalemme, cercando di esporre la situazione nel modo più oggettivo possibile. Nel caso avessero deciso di venire a patti con i Romani, lo informassero il più rapidamente possibile; nel caso avessero deciso di continuare la guerra, gli inviassero adeguati rinforzi per poter fermare l'avanzata romana.
E mentre Giuseppe era in attesa di ricevere risposta dai governanti giudei, Vespasiano proseguì la sua avanzata in direzione di Iotapata, città ben fortificata e rifornita di viveri.
(Giuseppe Flavio, Guerra giudaica, III, 7.3.)
Qui incontrò un'accanita resistenza e ricevette una ferita al piede, ma alla fine Iotapata cadde: i morti furono 40 000 ed i sopravvissuti 1 200, compreso il comandante della piazzaforte, Giuseppe ben Mattia. Nel giugno del 67 la Legio V Macedonica, sotto il comando di Sesto Vettuleno Ceriale, fu inviata sul monte Garizim per reprimere una ribellione di Samaritani, mentre il legato di Vespasiano Marco Ulpio Traiano conquistò Iafa, uccidendo 12 000 difensori.
La notizia della caduta di Iotapata, quando giunse a Gerusalemme, generò nei Giudei non solo grande cordoglio per le vittime cadute nel lungo assedio ma anche spavento nei confronti dei Romani ed ira contro Giuseppe, che secondo alcuni testimoni oculari scampati al massacro, non era morto come inizialmente si era creduto.
(Giuseppe Flavio, La guerra giudaica, III, 9.6.438-439)
Il quarto giorno del mese di Panemo (l'attuale mese di giugno), Vespasiano giunse con l'esercito a Tolemaide e poi da qui a Cesarea Marittima, una delle più grandi città della Giudea, dove gli abitanti sono in maggioranza greci. Essi accolsero l'esercito romano con grandi manifestazioni di giubilo, per la loro simpatia verso i Romani, ma ancor di più in odio ai vinti, tanto da chiedere a gran voce la morte di Giuseppe. Vespasiano, però, non diede loro importanza e fece cadere la loro richiesta nel nulla. Subito dopo il comandante romano mise a svernare a Cesarea le legioni V Macedonica e X Fretensis, mentre la XV Apollinaris la inviò a Scythopolis per non gravare con tutto l'esercito su Cesarea.

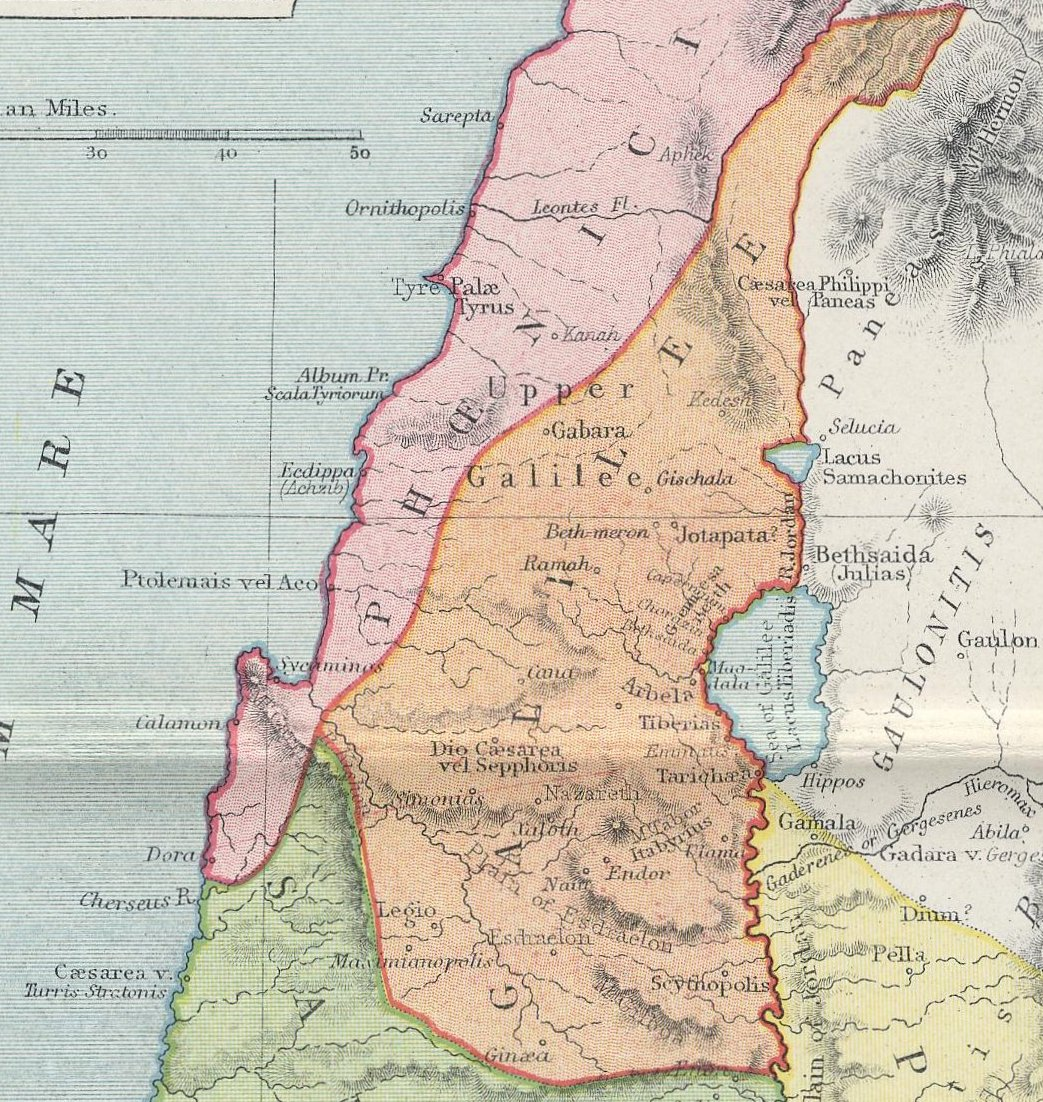
Mappa dei territori di Erode Agrippa II in Galilea, con le città di Tiberiade e Tarichee, poste sotto assedio dai Romani.

Durante l'inverno i Giudei si erano radunati e rifugiati a Ioppe (l'attuale Giaffa), distrutta nel 66 da Gaio Cestio Gallo. La città fu ricostruita e divenne la base delle numerose azioni di pirateria che i Giudei compirono nel periodo successivo, ma i Romani la conquistarono sfruttando una tempesta che aveva distrutto la flotta pirata. Subito dopo, Erode Agrippa II invitò il comandante romano con il suo esercito, per riportare l'ordine grazie al loro aiuto in alcuni territori che gli si erano rivoltati contro. Vespasiano, allora, mosse da Cesarea Marittima e raggiunse Cesarea di Filippo. Qui trascorse venti giorni, dove fece riposare l'esercito, intrattenendosi in numerosi festini e facendo offerte agli dèi per i successi conseguiti fino a quel momento. Quando, però, gli fu riferito che a Tiberiade si pensava già a ribellarsi al potere romano e che Tarichee era già insorta (entrambe facevano parte del regno di Agrippa), Vespasiano si preparò per intraprendere una spedizione punitiva contro queste due città, anche per ringraziare Agrippa che lo aveva accolto. Decise, pertanto, di inviare il figlio Tito a Cesarea Marittima con l'incarico di portare nuove forze da lì a Scythopolis (la città più grande della Decapoli, non molto distante da Tiberiade). Poi marciò egli stesso alla volta di questa città per ricongiungersi con il figlio e, insieme alle solite tre legioni, si accampò a trenta stadi da Tiberiade in località Sennabris. Poco dopo inviò il decurione Valeriano con cinquanta cavalieri a fare proposte di pace agli abitanti, cercando di convincerli a trattare, avendo saputo da altre fonti che il popolo era desideroso di pace, costretto alla guerra solo da una minoranza. Quando Valeriano giunse in prossimità delle mura, smontò da cavallo insieme ai suoi uomini, non volendo apparire come quello che veniva per attaccare la città. Prima che si iniziasse a parlamentare, gli furono subito addosso un gruppo di facinorosi tra i ribelli, armi in pugno. Li guidava un certo Gesù, figlio di Safat, che era a capo di quella banda di briganti. Valeriano, ritenendo che fosse imprudente attaccar battaglia, per di più contravvenendo a quanto aveva disposto il suo comandante, preferì fuggire a piedi con i suoi armati, lasciando che il nemico potesse impadronirsi dei suoi cavalli, che gli uomini di Gesù portarono, subito dopo, trionfalmente in città.
Preoccupati da ciò, gli anziani ed i notabili accorsero nell'accampamento romano e, chiedendo aiuto al loro re Agrippa, si gettarono ai piedi di Vespasiano supplici, pregandolo di perdonare la popolazione cittadina e di non pensare che la follia di pochi fosse condivisa dall'intera città. Proposero al comandante romano di punire i responsabili della rivolta. A queste preghiere il generale diede loro ascolto, vedendo anche quanto la città stesse a cuore ad Agrippa. Ottenute queste garanzie per il popolo, gli uomini di Gesù ritennero opportuno che non fosse più prudente rimanere a Tiberiade e fuggirono a Tarichee. Il giorno seguente Vespasiano inviò il legatus legionis Marco Ulpio Traiano con un contingente a cavallo sulle alture per capire se effettivamente il popolo nutrisse, in verità, sentimenti di pace. Quando gli fu riferito che tutti erano d'accordo con quelli che erano venuti a supplicarlo, si mise in marcia con l'esercito e avanzò verso la città. Gli abitanti gli spalancarono le porte e gli vennero incontro festanti, acclamandolo loro salvatore. Vespasiano diede ordine di astenersi dal saccheggio e da atti di violenza e, per compiacere il re alleato, risparmiò la cinta delle mura, poiché Agrippa si rese garante della fedeltà degli abitanti.
Vespasiano proseguì, quindi, nella sua marcia e pose l'accampamento fra Tiberiade e Tarichee, fortificandolo più del previsto, in previsione del futuro assedio. Gran parte della massa dei rivoltosi si era raccolta a Tarichee facendo affidamento sulle fortificazioni della città e sul vicino lago di Gennesar. In breve tempo Tarichee venne conquistata da Tito, che inseguì e distrusse i difensori fuggiti su zattere nel Mar di Galilea. Intanto Vespasiano, che aveva occupato Tiberiade, si occupò di vendere 30 400 schiavi fatti dalla città di Tarichee. Inviò poi a Nerone seimila schiavi, perché tagliassero un canale nell'istmo di Corinto.

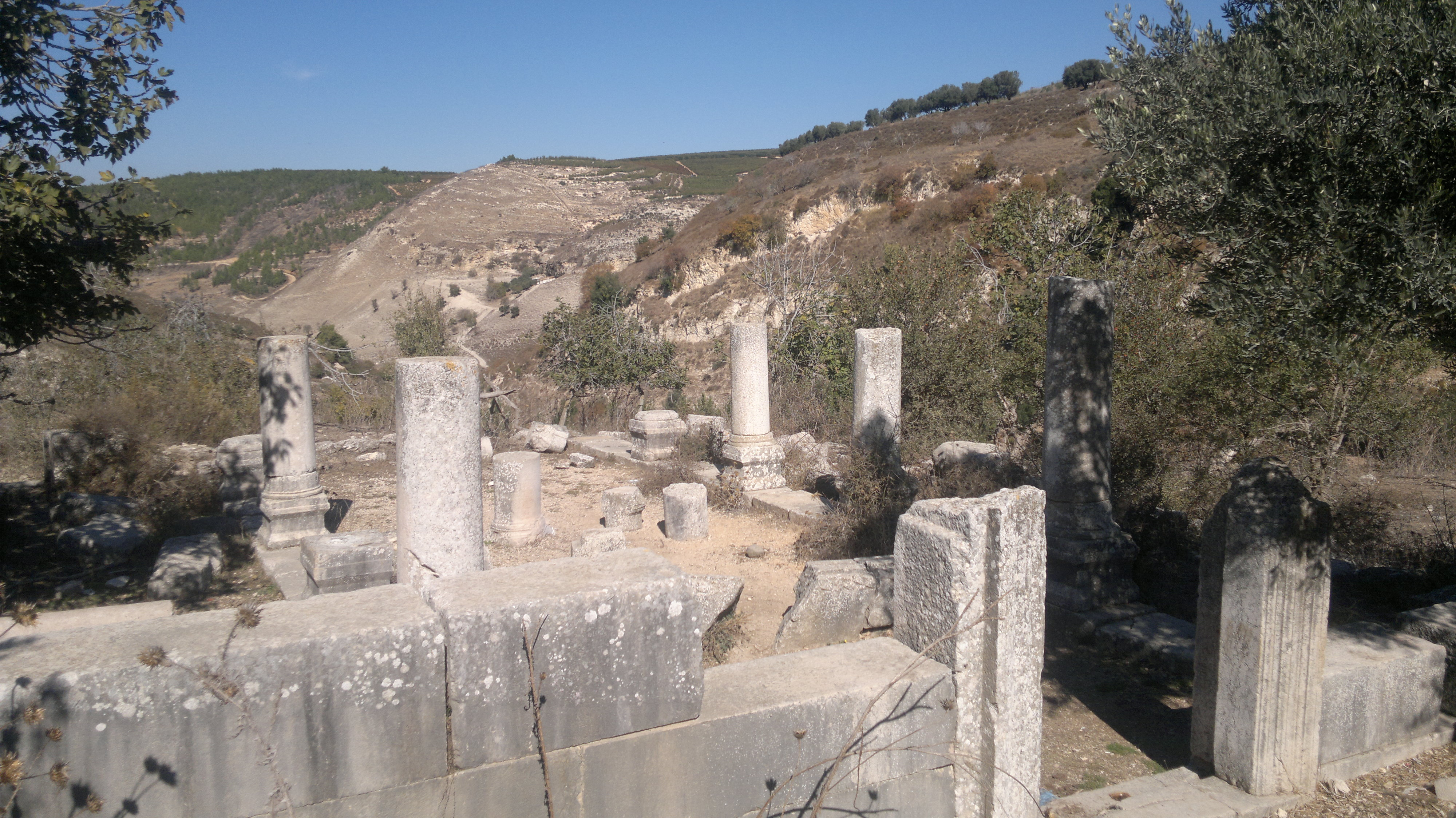
Le antiche rovine della città di Giscala.

I Galilei che ancora restavano ribelli a Roma, dopo l'espugnazione di Iotapata e la disfatta di Tarichee, accettarono la sottomissione al comandante romano, il quale dispose di occuparne tutte le fortezze. Solo le città di Giscala e le forze che avevano occupato il monte Tabor rimasero ribelli. Con loro si schierò anche la città di Gamala, situata dalla parte opposta del lago rispetto a Tarichee e che apparteneva al territorio assegnato ad Agrippa, come pure allo stesso appartenevano le città di Sogane e Seleucia (presso il lago Semeconitide), entrambe città della Gaulantide. E se gli abitanti di Sogane e Seleucia, Agrippa era riuscito a convincerli a venire a patti fin dall'inizio della rivolta, Gamala non si era mai sottomessa, confidando, ancor più di Iotapata, nelle sue difese naturali. Vespasiano, mentre conduceva il duro assedio contro Gamala, mandò il proprio tribunus militum Giulio Placido a conquistare il Tabor, cosa che fece con facilità. L'assedio di Gamala si rivelò molto difficoltoso a causa della posizione estremamente vantaggiosa della città e della resistenza dei suoi abitanti, ma dopo numerosi assalti i Romani ebbero la meglio, e alla strage che seguì la presa della città sopravvissero solo due donne su più di novemila abitanti.
Non sottomessa al potere romano restava soltanto Giscala, piccola cittadina della Galilea, dove i suoi abitanti, pur essendo pacifici, essendo per lo più contadini intenti solo al loro lavoro di raccolta, erano stati rovinati dall'arrivo di una banda di briganti, che li avevano convinti a resistere a Roma. Erano comandati da un certo Giovanni, figlio di un certo Levi, definito da Giuseppe Flavio "un subdolo ciarlatano". Contro costoro Vespasiano inviò il figlio Tito con 1 000 cavalieri, mentre la legio X Fretensis fu inviata a Scitopoli e le altre due legioni (la legio V Macedonica e la legio XV Apollinaris) fecero ritorno a Cesarea marittima, per porvi i quartieri d'inverno (hiberna) e concedere ai soldati un meritato riposo in vista delle future azioni militari. Vespasiano sapeva che gli rimaneva da affrontare una difficile impresa per ottenere la resa di Gerusalemme, poiché non si trattava solo della città dei re oltreché della più importante dell'intero popolo giudeo, ma anche perché lì si stavano raccogliendo ingenti forze fra tutti coloro che erano fuggiti dalla guerra. Questa città si trovava in una posizione strategica favorevole, non solo per la natura del luogo, ma anche per le imponenti opere difensive e la natura tenace e coraggiosa dei suoi abitanti. Per questi motivi, preparò a dovere i suoi soldati per l'intero inverno, quasi fossero degli "atleti che si preparavano ad una gara".
Frattanto Tito, giunto con i suoi cavalieri davanti a Giscala, avrebbe potuto prenderla d'assalto, sterminando inutilmente la popolazione di quella piccola cittadina. Preferì, ormai sazio di stragi ed impietosito per la popolazione che sarebbe stata costretta a seguire i ribelli, venire a patti. Argomentò agli abitanti che si chiedeva con meraviglia come potessero pensare di resistere, avendo i Romani occupato ogni città circostante e resistendo, ora, solo loro alle legioni romane. Ricordava loro che città molto più grandi e con maggiori opere difensive erano state assediate e poi occupate, mentre chi si era alleato con Roma, ora poteva godersi tranquillamente i suoi beni. Questo era quanto voleva offrire agli abitanti di Giscala, evitando di doverli punire, sostenendo che:
(Giuseppe Flavio, Guerra giudaica, IV, 2.2.95.)
Nel malaugurato caso non si fossero arresi alle offerte di pace e clemenza di Tito, sarebbero stati assaltati e si sarebbero resi conto della spietatezza romana e della facilità con cui le macchine da guerra romane avrebbero demolito le loro mura. Giovanni in persona rispose dicendo che aderiva alle proposte del comandante romano e le avrebbe fatte accettare agli abitanti. Doveva però lasciar passare quel giorno, che era di sabato, quando secondo la legge giudea, non si poteva né combattere, né trattare la pace. Tito acconsentì e si accampò a Cidasa, mentre Giovanni si preparò alla fuga, preoccupato di essere catturato non appena la città fosse caduta.

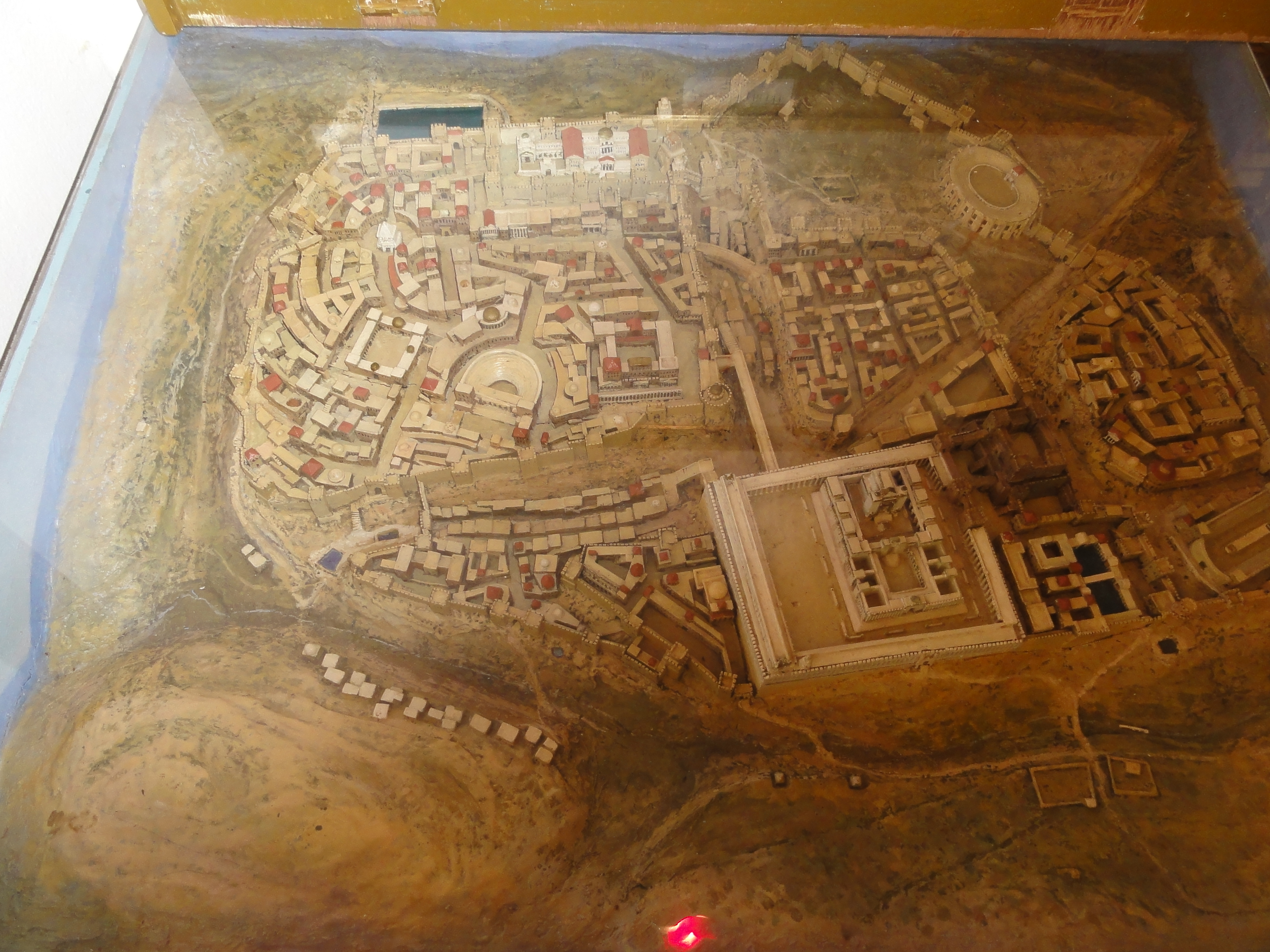
Modellino ricostruttivo di Gerusalemme: il grande Tempio (in basso), il palazzo di Erode (in alto).

La notte successiva Giovanni riuscì a fuggire verso Gerusalemme insieme ai suoi armati, ma anche a parecchi popolani con le loro famiglie che, però, durante la difficile marcia rimasero indietro e perirono «nella lotta per passare davanti agli altri». Furono soprattutto donne e bambini a fare una fine pietosa. Il giorno seguente Tito si presentò davanti alle mura per concludere le trattative. I cittadini allora gli spalancarono le porte e lo riconobbero come loro benefattore e liberatore della città, informandolo della fuga di Giovanni e chiedendogli clemenza per i cittadini, non invece dei pochi rivoluzionari rimasti ancora in città. Tito, reputando che le loro richieste fossero di secondaria importanza in quel momento, inviò una parte della cavalleria ad inseguire Giovanni, il quale, ancora una volta, riuscì a sfuggire alla cattura, raggiungendo poi Gerusalemme. I Romani uccisero ben 6 000 dei suoi compagni di fuga, mentre circondarono e riportarono indietro poco meno di 3 000 tra donne e bambini. Il comandante romano, certamente contrariato per la fuga di Giovanni, sembrò essere soddisfatto per il gran numero di prigionieri e uccisioni. Dispose, quindi, di far abbattere dai suoi soldati un tratto delle mura in segno di presa di possesso e colpì gli agitatori della città soprattutto con le minacce, per evitare di coinvolgere nella punizione qualche innocente. Alla fine Tito vi stabilì una guarnigione per evitare che potessero ribellarsi nuovamente. Così fu portato a termine l'assoggettamento della Galilea, in vista della preparazione all'attacco finale a Gerusalemme dell'anno successivo.
Nel frattempo Giovanni raggiungeva Gerusalemme, dove una folla immensa venne ad ascoltarlo per conoscere quale fosse l'andamento della guerra. Giovanni sapeva che sarebbe stato inutile esporsi a gravi rischi per la sola Giscala o per altre ed insignificanti città, mentre, al contrario, era necessario concentrarsi, con tutte le loro forze ed armi, nella difesa della capitale. Giovanni, senza temere giudizi per coloro che aveva abbandonati, andava in giro ad istigare il popolo alla guerra, facendo credere che avessero speranze di vittoria, presentando come debole la posizione dei Romani, esaltando invece la propria forza, sostenendo che "nemmeno se avessero messo le ali, i Romani avrebbero mai potuto superare le mura di Gerusalemme".
E mentre Tito faceva ritorno a Cesarea Marittima, la rivolta in Gerusalemme prendeva l'avvio dalla gente del contado. Contemporaneamente Vespasiano si recava a Iamnia e ad Azoto, le sottometteva e vi collocava una guarnigione, per poi far ritorno a Cesarea con un gran numero di Giudei venuti a patti. C'era poi tra i Giudei una grande confusione: non appena questi ottenevano tregua dai Romani, si battevano tra di loro, chi a favore della pace e chi della guerra. Successe anche che alcuni capi banda, ormai sazi di depredare il territorio, si riunirono in un grande esercito formato da briganti e riuscirono a penetrare in Gerusalemme. La città non possedeva, infatti, un suo comando militare e, per tradizione, era aperta senza riserve ad ogni giudeo, soprattutto in quel momento, quando la gente arrivava spinta dal desiderio di trovare nella capitale una difesa comune. Ciò fu anche causa della rovina della città, poiché quella massa inutile ed oziosa consumò tutte le riserve di cibo che avrebbero potuto mantenere i combattenti, attirando sulla città, oltre alla guerra, anche rivolte interne e fame. Provenienti dal contado entrarono, infine, in città altri briganti che, aggregatisi a quelli già presenti, non si limitarono al furto ed alla rapina, ma anche all'assassinio a cominciare dalle persone più eminenti. Essi cominciarono con l'imprigionare Antipa, uno dei membri della famiglia reale, a cui era stato affidato il tesoro pubblico; poi fu la volta di Levia, uno dei notabili, e Sifa figlio di Aregete, anch'essi di stirpe regia, oltre a tutti quelli che ricoprivano cariche importanti. Molti di questi vennero poi messi a morte per evitare che le loro numerose casate potessero vendicarsi e il popolo insorgesse contro tale iniquità. Essi erano riusciti a contrastare il potere e le antiche tradizioni dei sommi sacerdoti. Si facevano chiamare Zeloti e fecero del grande Tempio il loro quartier generale. Ma ciò non durò a lungo, poiché il popolo, incitato da Gorion, figlio di Giuseppe, da Simeone, figlio di Gamaliel, e dai più autorevoli tra i sommi sacerdoti (tra cui Gesù figlio di Gamaliele e Anano figlio di Anano), insorse contro la loro tirannide. Ciò condusse all'inevitabile scontro tra il popolo di Gerusalemme, più numeroso, e gli Zeloti, meglio addestrati ed armati.

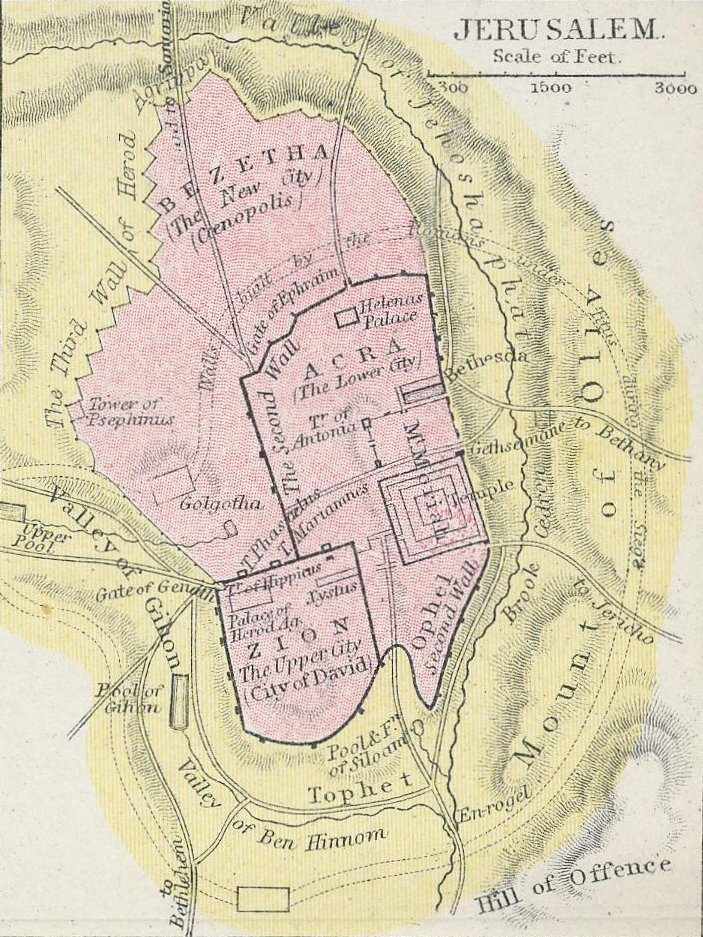
Pianta della città di Gerusalemme al tempo del massacro da parte degli Zeloti e Idumei.

Giuseppe Flavio racconta che le vicende successive videro il popolo di Gerusalemme, posto sotto l'alto comando del sommo sacerdote Anano, richiedere l'aiuto dei Romani (o forse si trattava solo di una diceria messa in circolazione da Giovanni di Giscala), mentre gli Zeloti, richiesero l'aiuto degli Idumei, che poterono radunare ben 20 000 armati, sotto il comando di Giovanni, Giacomo figlio di Sosa, Simone figlio di Tacea e Finea figlio di Clusoth. E così, una volta giunti gli Idumei, gli Zeloti si trovarono assediati dal popolo di Gerusalemme, che a sua volta era assediato dagli Idumei. Questi ultimi, con il calare della notte e grazie ad un provvidenziale temporale, riuscirono ad introdursi all'interno delle mura cittadine, raggiungendo il grande Tempio, dove li attendevano gli Zeloti. Insieme si precipitarono per le vie di Gerusalemme, pronti a massacrare la popolazione. La battaglia che ne seguì vide, inizialmente, il popolo riuscire a respingere le forze alleate straniere, ma poi soccombere tragicamente alla miglior preparazione militare dei due alleati.
(Giuseppe Flavio, La guerra giudaica, IV, 5.1.313)
Ancora Giuseppe Flavio racconta del terribile massacro che ne seguì:
(Giuseppe Flavio, La guerra giudaica, IV, 5.2.315-318)
(Giuseppe Flavio, La guerra giudaica, IV, 5.3.327-333)
E dopo questa strage, gli Idumei, pentiti di essere stati coinvolti in questo modo dagli Zeloti, temendo inoltre la reazione dei Romani, preferirono mettere in libertà circa duemila cittadini rinchiusi in carcere, che prontamente fuggirono dalla città raggiungendo Simone, mentre, subito dopo, si ritirarono da Gerusalemme tornandosene nei loro territori. La loro partenza non produsse però la cessazione delle ostilità tra il popolo e gli Zeloti, che al contrario continuarono a commettere terribili delitti con rapidità fulminea. Le loro vittime erano per lo più uomini coraggiosi e nobili.

### Anno 68
E mentre queste cosa accadevano a Gerusalemme, molti ufficiali romani, considerando una fortuna inaspettata il dissenso scoppiato fra i nemici, erano favorevoli a marciare sulla città, incitando il loro comandante in capo, Vespasiano, ad intervenire il più rapidamente possibile. Ma Vespasiano rispose che, non erano questi i ragionamenti da fare, poiché, qualora si fosse mosso subito contro la città, avrebbe indotto le due fazioni giudee a trovare un accordo e conciliarsi; in caso contrario, se avesse saputo aspettare, li avrebbe trovati ridotti di numero a causa della guerra civile. Questo è quanto Vespasiano disse ai suoi ufficiali:
(Giuseppe Flavio, La guerra giudaica, IV, 6.2.372-373.)
E così, mentre le schiere nemiche si assottigliavano, Vespasiano avrebbe potuto utilizzare un esercito più forte, grazie all'opportunità di poter evitare di combattere e, quindi, di affaticarsi inutilmente. I Giudei, infatti, non stavano cercando di fabbricare nuove armi o consolidare le proprie mura o raccogliere alleati, tanto che un rinvio dello scontro, in tal caso, sarebbe risultato dannoso ai Romani ma, consumati dalla guerra civile e dalla discordia, subivano quotidianamente perdite maggiori di quelle che gli avrebbero potuto infliggere i Romani. Conveniva, pertanto, lasciare che si sterminassero a vicenda. Gli ufficiali alla fine riconobbero la validità delle argomentazioni di Vespasiano, anche perché un gran numero di disertori cominciarono ad arrivare ogni giorno, eludendo la vigilanza degli Zeloti con gravi disagi e rischi.
Frattanto Giovanni, aspirava al dominio assoluto tra gli Zeloti, insofferente com'era di avere uguale dignità a quella dei suoi pari. Egli contravveniva sempre agli ordini emanati dagli altri, mentre diventava inflessibile e chiedeva il rispetto assoluto di quelli emanati da lui. Se da un lato riuscì a guadagnarsi la simpatia di molti, rimase elevato il numero di quelli a lui ostile, che temevano Giovanni potesse instaurare un suo regime monarchico una volta impadronitosi del potere. E così Giovanni cominciò a comportarsi come un re nemico nei confronti dei suoi avversari, seppure non in modo aperto. Al contrario le due fazioni si limitavano ad un vicendevole controllo. La loro rivalità si sfogava sul popolo, facendo quasi a gara a chi lo tartassava maggiormente, tanto che il popolo se avesse potuto scegliere il male minore, tra la guerra, l'oppressione e la lotta delle fazioni, avrebbe certamente scelto la guerra. Ciò portò da parte di molti a cercare rifugio presso le popolazioni straniere, compresi i Romani.

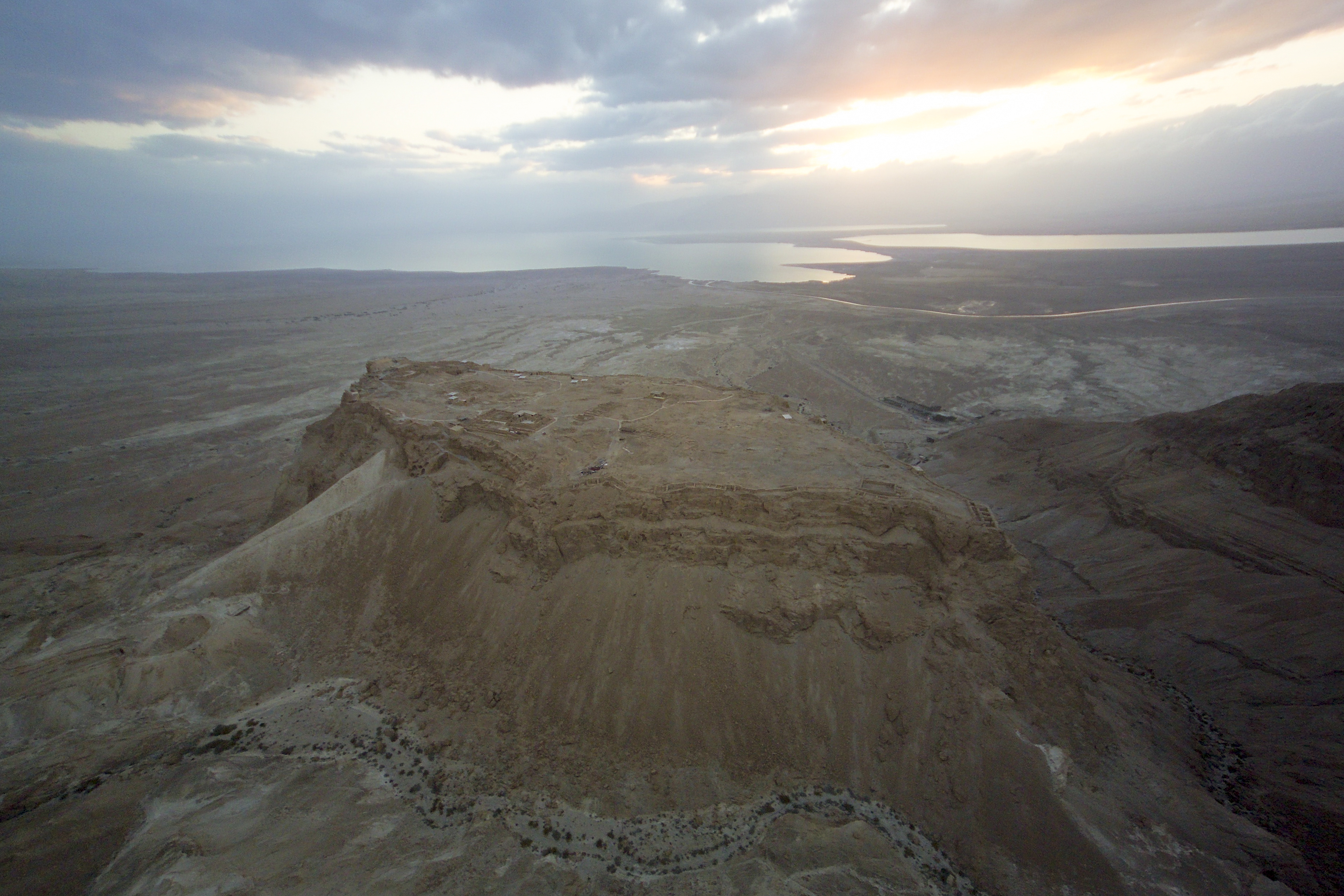
Il pianoro-fortezza di Masada. Sullo sfondo il Mar Morto

La sorte non sembrava arridere ai Giudei. Non lontano da Gerusalemme si trovava una munitissima fortezza, di nome Masada, costruita dal re Erode il Grande tra il 37 ed il 31 a.C. per nascondervi i suoi tesori, al riparo in caso di guerra. Questa fortezza venne occupata da una banda detta dei Sicarii, che fino a quel momento si era limitata a saccheggiare il territorio limitrofo, rubacchiando solo lo stretto necessario per vivere, poiché la paura conteneva la loro voglia di estendere le loro rapine. Quando però seppero che l'esercito romano non si muoveva e che Gerusalemme era dilaniata dalla guerra civile, si decisero ad intraprendere azioni a più largo raggio.
Il giorno della festa degli Azzimi, che i Giudei celebravano in ricordo della liberazione dalla schiavitù in Egitto, i predoni di Masada diedero l'assalto ad una cittadina di nome Engadde, compiendo un terribile massacro, dove persero la vita anche settecento tra donne e bambini. Svuotarono, quindi, le case e s'impadronirono dei prodotti agricoli più maturi, trasportando tutto il bottino a Masada. Poi fu la volta di tanti altri villaggi nei dintorni della fortezza, i quali furono presi d'assalto, mentre le file di questi briganti si ingrossavano per il continuo arrivo di ogni genere di feccia. Ciò provocò anche in altre regioni della Giudea l'insorgere di tante altre bande, che fino a quel momento erano rimaste tranquille. E così la guerra civile fece sì che i briganti potessero compiere ogni tipo di rapina o saccheggio con grandissima rapidità, senza che nessuno potesse bloccarli o punirli. Non c'era infatti territorio della Giudea che non fosse stato devastato, come lo era, invece per altri motivi, quello della sua capitale, Gerusalemme.

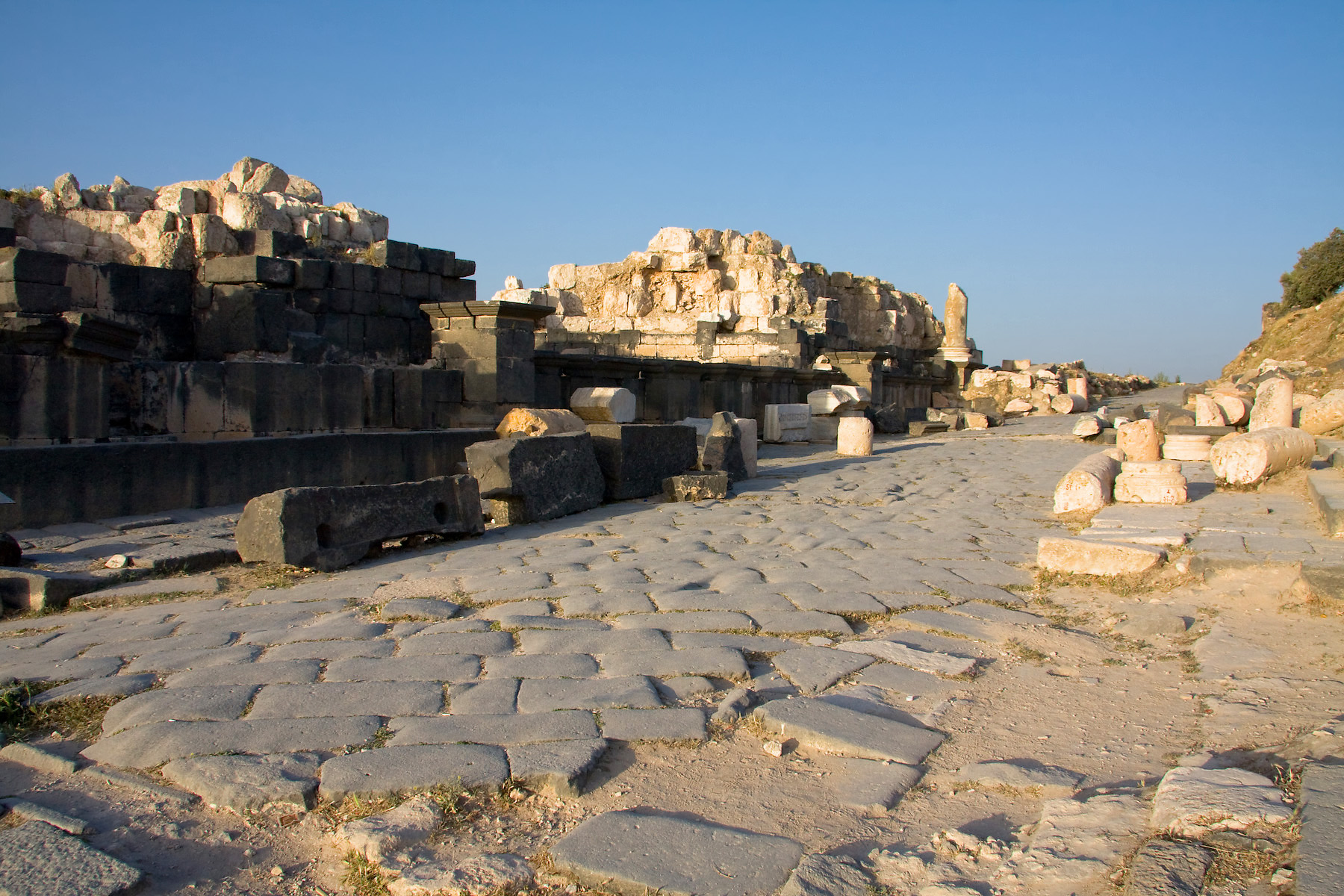
Rovine dell'antica città di Gadara (oggi Umm Qais).

Di questa situazione Vespasiano era informato dai disertori, che spesso si rifugiavano presso i Romani, incitandoli perché si muovessero a soccorrere Gerusalemme. Fu così che Vespasiano si mise in marcia, più che per assediare la città, per liberarla dall'assedio degli Zeloti. Prima però era necessario assoggettare il resto del paese, senza lasciare che nessuna città potesse intralciarne l'assedio. Giunto davanti a Gadara, capitale della Perea, il quarto giorno del mese di Distro (l'attuale mese di febbraio), entrò in città, dopo che i notabili, desiderosi di pace, si erano arresi lasciando che le trattative con i Romani rimanessero segrete agli avversari. Questi ultimi, venuti a conoscenza quando ormai non vi sarebbe stata più alcuna speranza di poter assumere il controllo della città, decisero di fuggire, non senza essersi vendicati uccidendo i responsabili dell'accordo. Catturarono, pertanto, Doleso, primo dei cittadini per dignità e nobiltà, nonché ispiratore delle trattative, e lo uccisero, facendo scempio del cadavere. Giunto, quindi, l'esercito romano, il popolo di Gadara accolse Vespasiano con gioiose acclamazioni, ottenendo dal comandante romano sufficienti garanzie ed un adeguato presidio di cavalieri e fanti a difesa della città. Giuseppe Flavio aggiunge che le mura cittadine, vennero abbattute dai cittadini stessi, prima ancora che i Romani lo chiedessero, per confermare così la loro volontà di pace.
Contro i ribelli fuggiti da Gadara, Vespasiano inviò Giulio Placido con 500 cavalieri e 3 000 fanti, mentre egli stesso col resto delle truppe fece ritorno a Cesarea Marittima. I fuggitivi vennero intercettati, poco dopo, nei pressi di un villaggio di nome Bethennabris e attaccati dalle truppe romane, le quali riuscirono a penetrare all'interno del villaggio, saccheggiandolo, incendiandolo e mettendo in fuga, non solo i ribelli ma anche gli abitanti del piccolo centro, i quali presero la strada per Gerico. Placido, imbaldanzito dal precedente successo, cominciò l'inseguimento fino al fiume Giordano, nei pressi del quale compì una vera e propria strage, dove persero la vita ben 15 000 i Giudei. I prigionieri invece ammontarono a 2 200 Il tribuno romano, sfruttando il successo, si rivolse contro le vicine cittadine e i villaggi. Occupò, quindi, Abila, Giuliade, Besimoth e tante altre fino al lago Asfaltite, collocando poi in ciascuna di queste un presidio formato dai disertori più fidati. Imbarcò infine gli uomini e catturò quelli che si erano rifugiati sul lago. Così tutta la Perea fino a Macherunte venne posta sotto il dominio romano.
Frattanto giunsero voci sulla rivolta in Gallia, che vedeva Vindice insieme ai notabili del suo popolo insorgere contro l'imperatore Nerone. Queste notizie, secondo quanto ci racconta Giuseppe Flavio, spinsero Vespasiano a velocizzare le operazioni di guerra, poiché prevedeva una nuova guerra civile all'orizzonte. Egli, infatti, fino a quando durò l'inverno, pose all'interno di ogni villaggio una guarnigione con a capo un decurione (dieci uomini) ed all'interno di ogni cittadina un centurione (cento uomini), per il mantenimento dell'ordine. Oltre a ciò procedette a ricostruire molti luoghi devastati in precedenza dalla guerra.

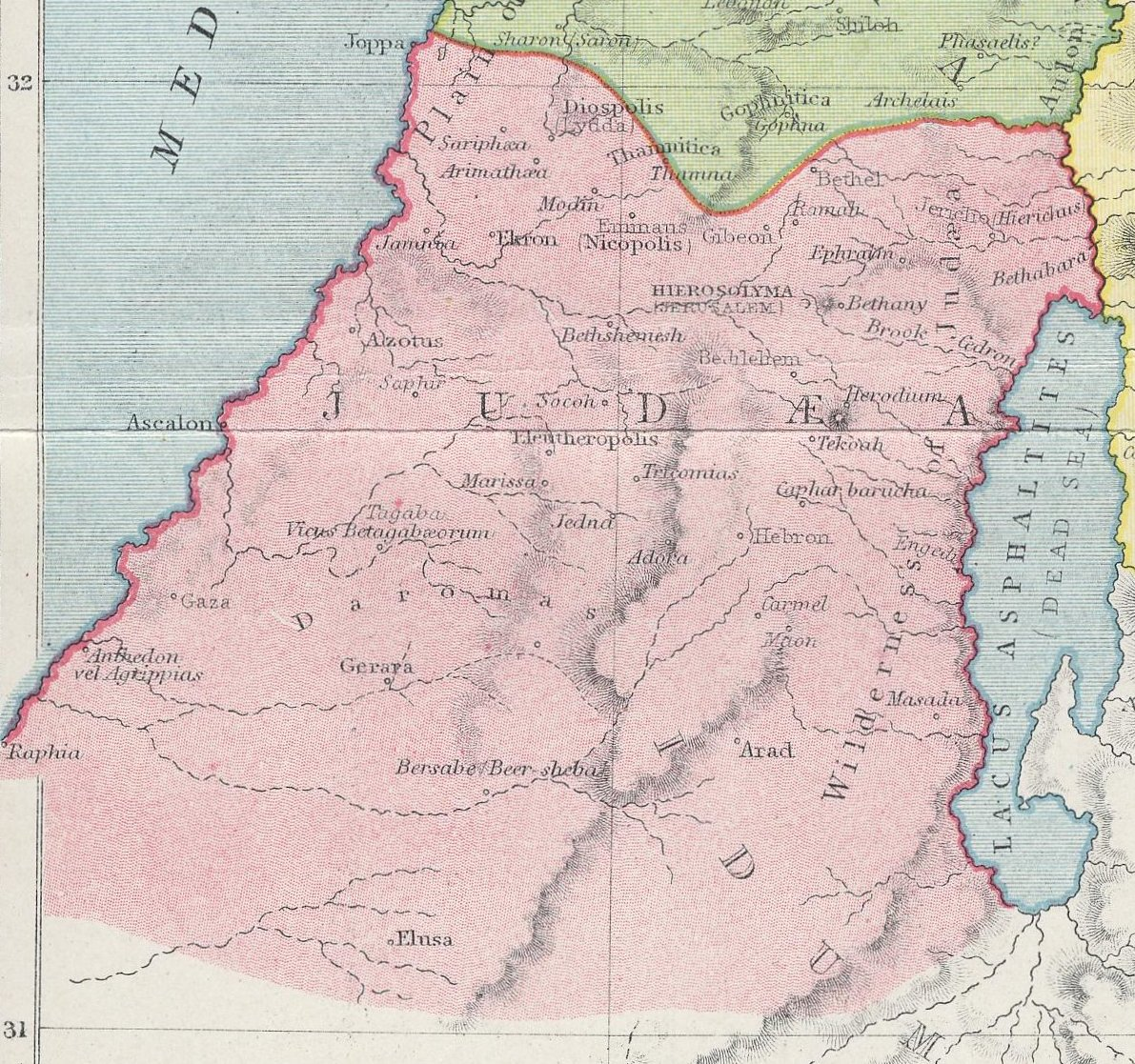
Mappa della Giudea, teatro di questo secondo anno di campagne militari di Vespasiano.

Giunta la primavera, raccolse la maggior parte dell'esercito e la condusse da Cesarea ad Antipatride. Qui trascorse due giorni per sistemare le ultime cose, poi il terzo giorno proseguì la marcia devastando l'intero territorio circostante. Assoggettati, quindi, i dintorni della toparchia di Thamna, avanzò verso Lidda e Iamnia, entrambe già sottomesse in precedenza, per poi trasferirsi nel territorio di Emmaus. Costruì un accampamento, dove sistemò la legio V Macedonica, mentre col resto delle forze avanzò nella toparchia di Bethleptenfa, devastandone i territori insieme ai lembi estremi dell'Idumea. Anche qui collocò presidi nei luoghi strategicamente più validi. Occupò i due villaggi più centrali dell'Idumea, Betabris e Cafartoba (non lontani da Hebron), dove uccise più di 10 000 uomini, facendo più di 1 000 prigionieri, costringendo gli altri a fuggire. Qui pose due guarnigioni che potessero controllare i territori circostanti e la vicina regione montuosa, con continui attacchi. Col resto dell'esercito tornò ad Emmaus, da dove, attraverso la Samaria e la città di (Flavia) Neapolis (chiamata Mabartha dagli abitanti del luogo), scese a Corea (ad est di Nablus) ponendovi il campo il secondo giorno del mese di Desio (l'attuale maggio). Il giorno seguente raggiunse Gerico, dove riunì le sue forze con il legatus legionis Traiano, che proveniva dalla Perea, visto che ormai il territorio al di là del fiume Giordano era sottomesso. La maggior parte della popolazione era fuggita da Gerico sui monti vicini a Gerusalemme. Tutti quelli, però, che rimasero indietro vennero sterminati, mentre la città all'arrivo dei Romani risultò deserta.
Vespasiano preparandosi ora ad attaccare Gerusalemme da ogni parte, pose i suoi accampamenti sia a Gerico sia ad Adida, ponendovi in entrambi sia truppe romane sia alleate. Inviò, quindi, contro Gerasa, Lucio Annio insieme ad un contingente di cavalleria e numerosi fanti, che attaccarono la città, uccidendo un migliaio di giovani, facendo prigionieri le donne e i bambini e permettendo ai soldati di saccheggiare ogni cosa. Dato fuoco alle abitazioni, compì altre azioni di devastazione sui villaggi vicini. Frattanto a Gerusalemme, i suoi abitanti videro bloccate tutte le vie d'uscita, poiché chi stava dalla parte dei Romani, non riusciva a fuggire dalla città a causa della sorveglianza degli Zeloti, mentre chi non era filoromano si trovava di fronte all'imminente arrivo delle legioni romane pronte a mettere la città sotto assedio.
E mentre Vespasiano si apprestava a marciare con tutte le sue forze contro Gerusalemme, dopo essere tornato nuovamente a Cesarea, gli giunse la notizia che Nerone si era tolto la vita, dopo un regno di tredici anni, otto mesi e otto giorni. Il comandante romano, allora, preferì rinviare la marcia su Gerusalemme, aspettando di sapere chi fosse stato acclamato imperatore. Quando apprese che era stato eletto Galba, preferì rimanere a Cesarea, in attesa di ricevere istruzioni sulla guerra. Decise così di inviare il proprio figlio, Tito, per rendergli omaggio e per farsi dare disposizioni sulla guerra in Giudea. Accompagnava Tito, il re Agrippa. E mentre questi stavano attraversando per via di terra l'Acaia, giunse la notizia dell'uccisione di Galba (dopo soli sette mesi e sette giorni di regno), e dell'acclamazione a imperatore del suo rivale Otone. E se Agrippa decise di proseguire per Roma, senza preoccuparsi del cambiamento intervenuto, Tito, per una divina ispirazione, tornò in Siria, raggiungendo il padre a Cesarea. Non sapendo come comportarsi, visto lo scoppio della guerra civile, preferirono sospendere le operazioni militari contro i Giudei, in attesa di conoscere quali sarebbero stati gli sviluppi a Roma.
Contemporaneamente, Giuseppe Flavio racconta che su Gerusalemme si stava abbattendo una nuova sventura. Vi era un certo Simone, figlio di Ghiora, nativo di Gerasa, un giovane che per furbizia era secondo solo a Giovanni di Giscala, che come si è visto sopra la faceva da padrone in città. Egli era però superiore per forza e per audacia. Allontanato dal sommo sacerdote Anano dalla toparchia di Acrabatene, si era unito ai briganti che occupavano Masada. Qui crebbe in considerazione e con il tempo fu ammesso a partecipare alle loro scorrerie, che devastavano i territori circostanti. Non riuscendo a convincere i briganti ad intraprendere azioni a più largo raggio, preferì con pochi fedeli ritirarsi fra i monti e, promettendo la libertà agli schiavi e premi agli uomini liberi, radunò da ogni parte una grande massa di briganti. L'esercito che raccolse andò, col tempo, via via aumentando, inglobando anche semplici cittadini ed esercitando su loro il potere quasi fosse il loro sovrano; mentre il suo raggio di azione si ampliò di pari passo, portando devastazione non solo sulla toparchia di Acrabatene, ma anche su tutti i territori fino all'Idumea, che nei mesi successivi pose sotto il suo dominio. Era evidente a tutti che addestrava i suoi uomini con l'unico obiettivo di attaccare ed occupare la stessa Gerusalemme.

### Anno 69

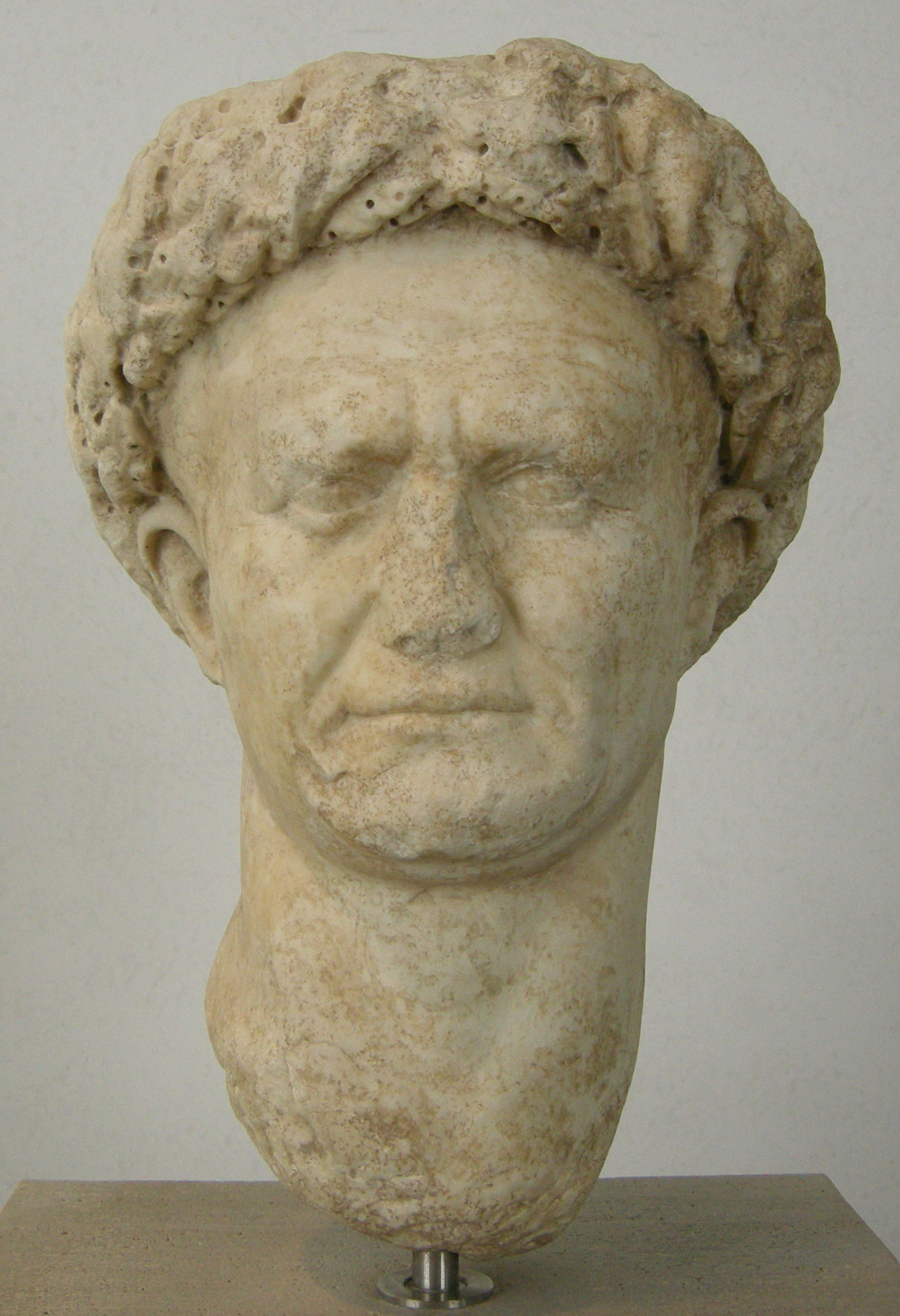
Busto del comandante delle legioni romane, Vespasiano con corona di alloro.

A Gerusalemme tra le forze di Giovanni di Giscala scoppiò una rivolta, dove tutti gli Idumei insorsero, invidiosi della potenza del tiranno ed uccisero un gran numero di Zeloti, costringendo questi ultimi a rifugiarsi nel palazzo reale. Ma anche da qui furono cacciati fino al tempio, dandosi poi al saccheggio dei tesori di Giovanni, che aveva abitato il palazzo. Gli Zeloti, compresi quelli che si trovavano nella città al momento dell'attacco, si raccolsero nel tempio, pronti a colpire il popolo e gli Idumei. Ma questi si radunarono a consiglio insieme ai sommi sacerdoti, per stabilire come difendersi dall'imminente furia cieca zelota. Essi ricorsero ad un rimedio che si rivelò peggiore della condizione in cui già si trovavano: per liberarsi di Giovanni decisero di far entrare Simone bar Giora. Il sommo sacerdote Mattia fu inviato chiedere a Simone di entrare in città. Simone acconsentì e fece il suo ingresso, come se fosse il libertatore della città dagli Zeloti, acclamato dal popolo come se fosse il loro salvatore e protettore. Quando poi fu dentro col suo esercito non pensò che al suo potere, considerando tutti coloro che lo avevano invitato ad entrare, alla pari con quelli contro cui avrebbe dovuto combattere. Così il mese di Xanthico (l'attuale marzo) del terzo anno di guerra, Simone divenne signore di Gerusalemme, mentre Giovanni e gli Zeloti, costretti a barricarsi nel tempio, cominciarono a temere per la loro sorte.
E mentre Vespasiano era rimasto pressoché inattivo durante la seconda parte dell'anno 68, in attesa di capire meglio quali fossero gli sviluppi della guerra civile a Roma (che vide alternarsi dopo la morte di Galba del 15 gennaio del 69, prima Otone e poi dal 16 aprile il solo Vitellio), venne a sapere che Simone bar Giora, con i suoi 40 000 armati, aveva assediato e poi occupato la stessa Gerusalemme.
Vespasiano, allora, il cinque del mese di Desio (inizi di maggio), partì da Cesarea puntando ad occupare i restanti territori non ancora sottomessi della Giudea. Assoggettò prima di tutto le due toparchie di Gofna e di Acrabetta, poi le cittadine di Bethela e di Efraim, dove pose una guarnigione, spingendosi infine con la sola cavalleria fino a Gerusalemme in perlustrazione, facendo ovunque grande strage e catturando numerosi prigionieri. Frattanto Sesto Vettuleno Ceriale, legatus legionis della legio V Macedonica, al comando di cavalieri e fanti, devastava la regione dell'Idumea superiore, dove occupò e diede alle fiamme la città di Cafethra; in seguito attaccò Cafarabis stringendola d'assedio, ma gli abitanti gli resero le cose più facili del previsto, aprendogli le porte ed avanzando con rami d'olivo, facendo atto di sottomissione; puntò, infine, sulla città di Hebron, e vi penetrò con la forza, sterminando tutti i giovani che trovò ed appiccando il fuoco alle case. Rimanevano ancora libere le città o fortezze di Erodion, Masada e Macherunte, che si trovavano ora in mano dei briganti. L'obiettivo di Vespasiano era ormai chiaro: puntava dritto su Gerusalemme.
Tornato, ancora una volta a Cesarea, dopo aver devastato la regione vicina a Gerusalemme, ricevette la notizia della caotica situazione a Roma e dell'acclamazione a imperatore di Vitellio. E sebbene Vespasiano fosse bravo sia nell'ubbidire sia nel comandare, rimase indignato per come Vitellio si era impossessato del potere a Roma. Afflitto da tanti e tali pensieri sul da farsi, non riusciva a pensare alla guerra che stava conducendo contro i Giudei. Gli ufficiali, inoltre, lo incitavano a prendere il potere e accettare l'acclamazione ad imperatore, sostenendo che:
(Giuseppe Flavio, La guerra giudaica, IV, 10.3.597-598.)

L'Impero romano al tempo della guerra civile romana (68-69).

I soldati si radunarono tutti insieme e, facendosi coraggio l'un l'altro, acclamarono Vespasiano loro imperatore, pregandolo di salvare la Res publica. Al suo iniziale rifiuto, come ci racconta Giuseppe Flavio, sembra che anche i generali cominciassero ad insistere, mentre i soldati gli si avvicinavano con le spade in pugno, quasi lo stringessero d'assedio, cominciarono a minacciare di ucciderlo qualora non avesse accettato. E se Vespasiano, in un primo momento, espose le sue ragioni che lo inducevano a rifiutare la porpora imperiale, alla fine non riuscendo a convincerli, accettò l'acclamazione ad imperator.
(Giuseppe Flavio, La guerra giudaica, IV, 10.5.605-607.)
Vespasiano, che riteneva di fondamentale importanza il fatto di ottenere il sostegno dell'Egitto alla sua causa, decise di scrivere a Tiberio Alessandro, governatore dell'Egitto e di Alessandria, informandolo di essere stato acclamato imperator dalle truppe in Giudea e che contava sulla sua collaborazione ed aiuto. Alessandro, allora, dopo aver dato pubblica lettura al messaggio di Vespasiano, chiese che le legioni e il popolo giurassero fedeltà al nuovo imperatore (1º luglio). In seguito Alessandro si dedicò ai preparativi per accogliere Vespasiano, mentre la notizia si diffondeva in tutto l'Oriente romano ed ogni città festeggiava la lieta notizia, compiendo sacrifici per il nuovo imperatore.
Anche le legioni di Mesia e Pannonia, che già da tempo avevano dato segni di insofferenza al potere di Vitellio, giurarono con grande entusiasmo la loro fedeltà a Vespasiano, il quale da Cesarea si trasferì a Berito. Qui fu raggiunto da numerose ambascerie provenienti dalla provincia di Siria e dalle altre province orientali che gli recavano doni e decreti gratulatori. Giunse anche Muciano, governatore di Siria, a tributargli il suo appoggio e giuramento di fedeltà, insieme a quello dell'intera popolazione provinciale.
Ora che la fortuna era dalla sua parte e ne assecondava tutti i desideri, Vespasiano rifletté sul giusto destino di essere stato fatto signore del mondo. Fra i molti presagi ricevuti da ogni parte a predirgli l'impero, si ricordò delle parole di Giuseppe, che aveva avuto il coraggio di chiamarlo imperatore quando Nerone era ancora in vita. Sapendo che Giuseppe era ancora in prigione, convocò Muciano assieme ad altri generali e amici e, dopo aver ricordato loro la sua perizia militare nell'assedio di Iotapata, accennò alle sue predizioni, che al momento aveva sottovalutato, ma che il tempo e i fatti ne avevano dimostrato la bontà e l'origine divina.
(Giuseppe Flavio, La guerra giudaica, IV, 10.7.626)
Detto ciò, fece condurre Giuseppe al suo cospetto e diede ordine di togliergli i ceppi. Tito, che stava assistendo alla scena a fianco del padre, gli suggerì:
(Giuseppe Flavio, La guerra giudaica, IV, 107 628)
Vespasiano accolse la richiesta del figlio e la catena venne spezzata a colpi di scure. Così Giuseppe, ricevuta la libertà, poté godere del credito di profeta. Il nuovo imperatore, dopo aver assegnato i vari comandi nelle province orientali a lui fedeli e congedato le ambascerie, si trasferì ad Antiochia di Siria, dove si consigliò con i più fidati collaboratori sul da farsi, ritenendo che fosse importante raggiungere Roma prima possibile. Fu così che, una volta affidato un forte contingente di cavalleria e fanteria a Muciano, lo inviò in Italia via terra, attraverso Cappadocia e Frigia, poiché la stagione invernale comportava un elevato rischio di naufragio. Contemporaneamente anche Antonio Primo, al comando della Legio III Gallica di stanza nella Mesia (di cui, secondo Giuseppe Flavio, era a quel tempo governatore), si dirigeva in Italia per affrontare Vitellio.
Lo scontro decisivo tra le truppe favorevoli a Vespasiano e quelle dei Vitelliani avvenne in Italia settentrionale. Qui le truppe Antonio Primo sconfissero l'esercito di Vitellio presso Bedriaco. e poterono avanzare fino a Roma, dove le attendeva Flavio Sabino, fratello di Vespasiano ed il figlio Domiziano. Ma poiché gran parte dei soldati e del popolo si opponevano a che Vitellio abbandonasse il potere, egli attaccò Flavio Sabino e lo mise a morte. Il giovane figlio di Vespasiano, Domiziano, che era con lo zio, riuscì a scampare alla strage. Poco dopo, le truppe di Antonio Primo, entrate vittoriose in Roma, trovarono Vitellio nei palazzi imperiali e lo condussero nel Foro romano, dove venne scannato per le vie di Roma, dopo otto mesi e cinque giorni di regno. Il 21 dicembre, il giorno dopo l'ingresso delle truppe di Antonio Primo in Roma, e l'uccisione di Vitellio il Senato proclamò Vespasiano imperatore e console con il figlio Tito, mentre il secondogenito Domiziano veniva eletto pretore con potere consolare.

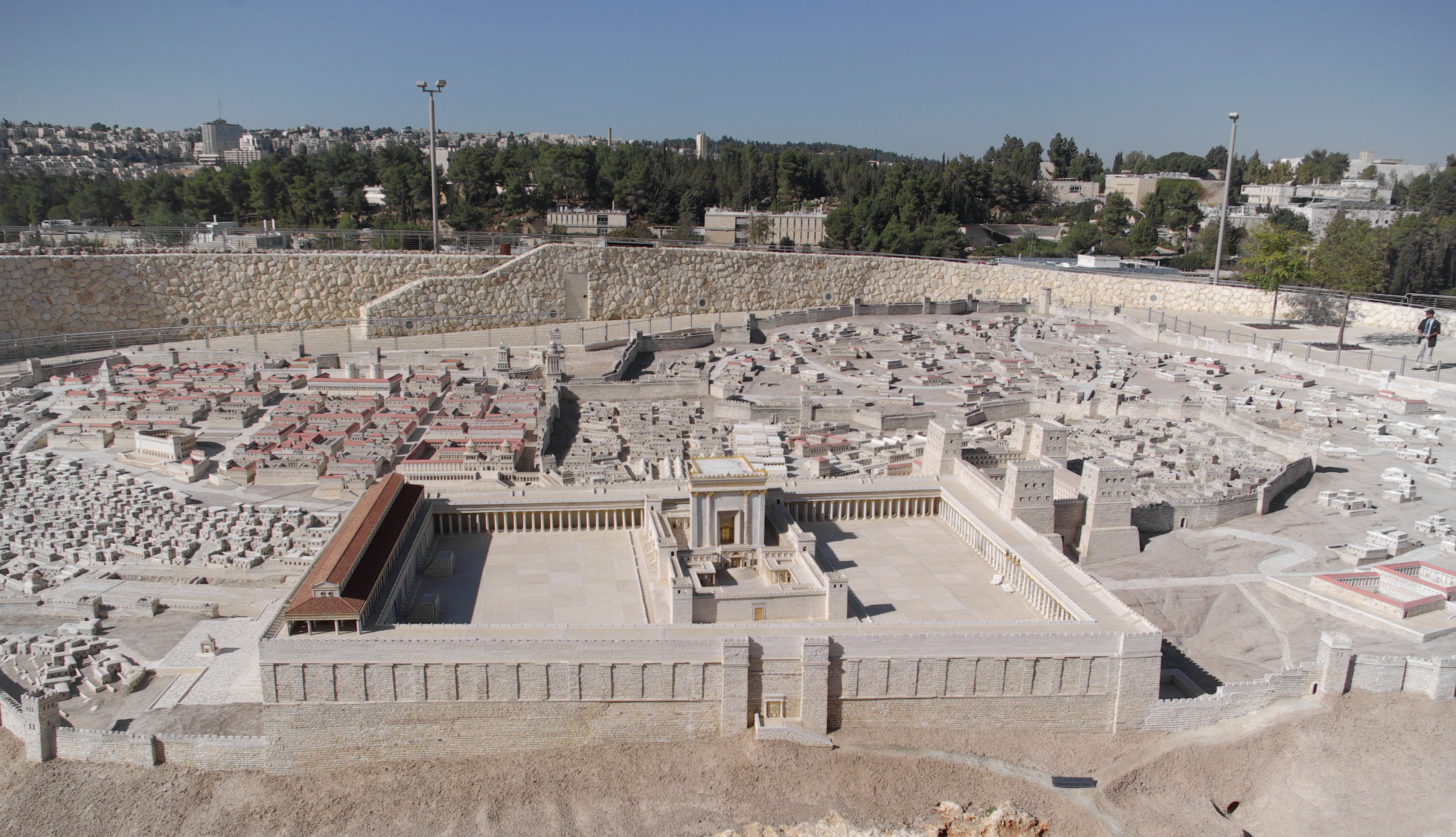
Panoramica ricostruttiva del grande tempio di Gerusalemme (al centro), dove avvennero gli scontri tra le fazioni di Eleazar figlio di Simone e Giovanni (la fortezza Antonia, sulla sinistra).

Contemporaneamente a Gerusalemme, la guerra tra le fazioni si era trasformata in una lotta a tre, poiché una delle due parti si era divisa e ora combatteva in modo autonomo. Si racconta che Eleazar figlio di Simone, che inizialmente aveva diviso dal popolo gli Zeloti permettendo loro di penetrare nel tempio, fingendosi sdegnato per i comportamenti di Giovanni, poiché soffriva di dover sottostare ad un tiranno più giovane, si staccò dagli altri e prese con sé alcuni notabili, tra cui Giuda figlio di Chelchia, Simone figlio di Esron ed Ezechia figlio di Chobaris, oltre a un discreto numero di Zeloti. Essi presero allora possesso della parte più interna del tempio, dove accatastarono grandi quantità di viveri per costituire sicure riserve in vista dei futuri scontri. Essendo poi in numero inferiore rispetto alle altre fazioni, evitavano di muoversi dalla loro posizione. Giovanni invece, se da un lato era superiore per numero di armati, era inferiore per posizione, poiché si trovava al di sotto di Eleazar. Gli scontri che si susseguirono tra le due fazioni, furono sanguinosi e senza tregua, dove il tempio risultava profanato dalle continue stragi di ambedue le parti.
Simone figlio di Ghiora, che il popolo aveva scelto come tiranno, sperando nel suo aiuto, controllava la città alta e una parte della città bassa. Decise di attaccare con maggior violenza le truppe di Giovanni, che erano sottoposte anche agli attacchi dall'alto. Quest'ultimo, infatti, si veniva a trovare nella situazione di dover combattere su due fronti; e se si trovava in una posizione di svantaggio nei confronti degli uomini di Eleazar, per la posizione inferiore, era compensato dal vantaggio della posizione superiore contro quelli di Simone. E così la guerra civile infuriava tra le tre fazioni presenti in città: gli uomini di Eleazar, che occupavano il tempio e che se la prendevano soprattutto contro Giovanni, il quale spogliava il popolo e lottava contro Simone, che a sua volta utilizzava altri mezzi dalla città per combattere contro i suoi due avversari. I dintorni del tempio andarono poi distrutti dal fuoco e la città si trasformò in un terribile campo di battaglia, dove le fiamme divorarono tutto il grano, che si sarebbe rivelato utile per l'assedio successivo contro i Romani e che avrebbe costituito un'importante riserva di provviste di alcuni anni.
(Giuseppe Flavio, La guerra giudaica, V, 1.5.27.)
Giovanni arrivò a impiegare il legname che era invece destinato ad usi sacri, per costruire macchine da guerra. Si trattava di travi giunte dal Libano, di grandi dimensioni e diritte. Giovanni le fece tagliare per realizzare delle torri che collocò dietro al piazzale interno, di fronte alla parte occidentale dell'esedra, l'unico lato da dove poteva effettuare l'assalto.

### Anno 70

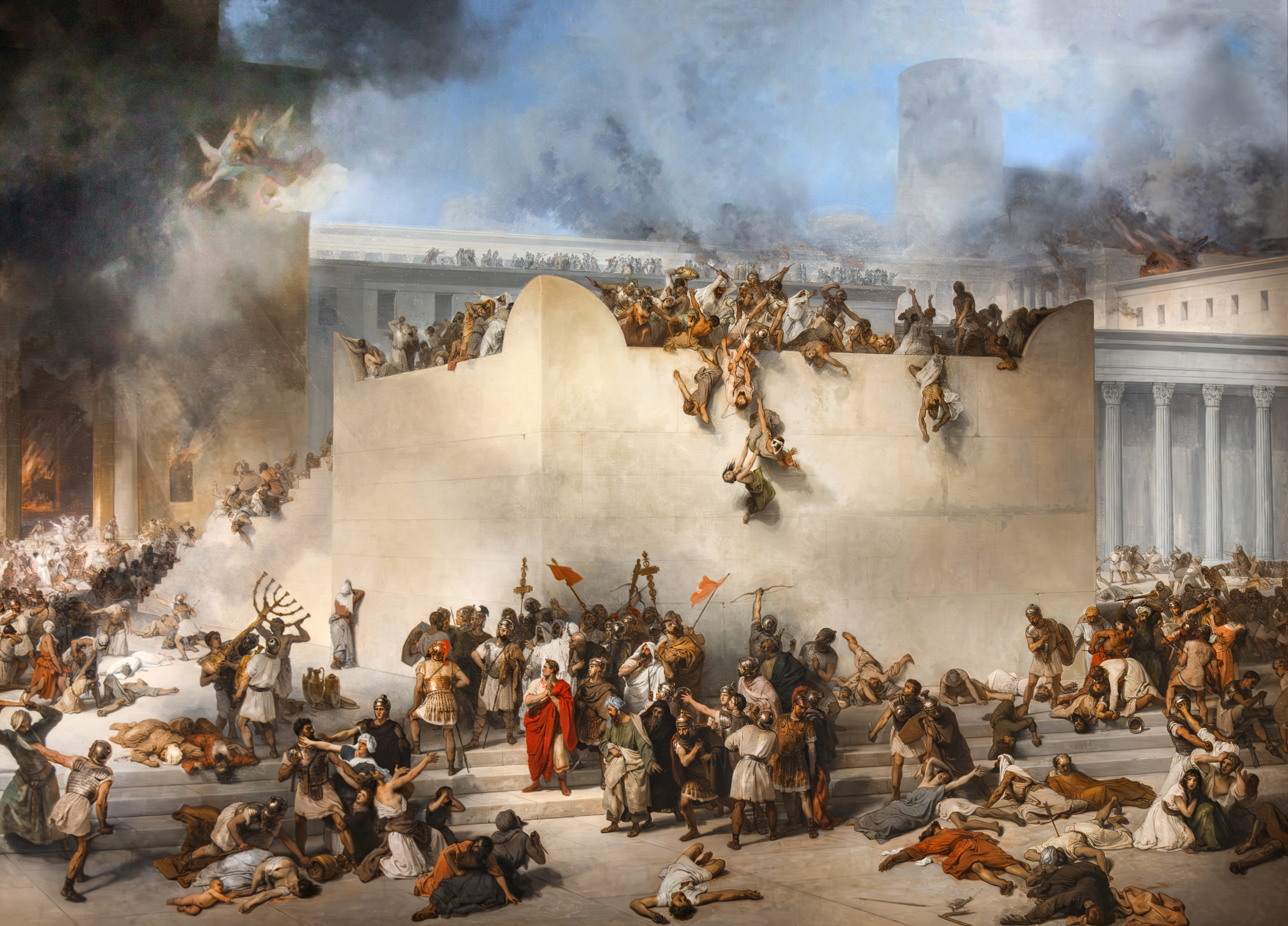
La distruzione del tempio di Gerusalemme nel 70, da un dipinto di Francesco Hayez conservato a Venezia.

Frattanto Vespasiano, che era giunto ad Alessandria d'Egitto, fu raggiunto dalla notizia che Vitellio era morto e che il Senato ed il popolo di Roma lo aveva proclamato imperatore (inizi di gennaio del 70). Giunsero, quindi, numerose ambascerie a congratularsi con lui da ogni parte del mondo, ora diventato suo. Vespasiano, ansioso di salpare per la capitale non appena fosse terminato l'inverno, sistemò le cose in Egitto e spedì il figlio Tito con ingenti forze a conquistare Gerusalemme e porre fine alla guerra in Giudea.
Tito si trasferì per via di terra a Nicopoli, che dista solo venti stadi da Alessandria, e da qui imbarcatosi con l'esercito su navi da guerra, risalì il corso del Nilo fino alla città di Thmuis. Da qui proseguì a piedi e si accampò presso la città di Tanis. Poi il secondo giorno marciò fino ad Eracleopoli, il terzo fino a Pelusio dove riposò per due giorni. Il sesto giorno oltrepassò le foci del Nilo e, dopo un giorno di marcia attraverso il deserto, pose l'accampamento presso il santuario di Giove Casio, e il giorno seguente raggiunse Ostracine. La tappa successiva dove riposarsi fu Rinocorura e da qui proseguì per Rafia, lungo il confine con la Siria. Nuova tappa fu Gaza, poi Ascalona, Iamnia, Ioppe ed infine Cesarea Marittima, località che aveva eletto a suo quartier generale, dove radunare tutte le truppe prima della partenza per Gerusalemme.
E mentre Giovanni, sperava di farla finita con le altre due fazioni interne a Gerusalemme, dopo che era riuscito a costruire grandi macchine d'assedio per dar loro l'assalto, i Romani si apprestarono a raggiungere la capitale giudea. Tito, infatti, dopo raccolto presso di sé la maggior parte dell'armata romana, e disponendo che tutte le altre unità lo raggiungessero a Gerusalemme, si mise in marcia da Cesarea. Aveva ai suoi ordini le tre legioni, che avevano combattuto in Giudea con il padre negli anni precedenti, oltre alla legio XII Fulminata, che all'inizio della guerra, sotto il comando di Gaio Cestio Gallo, era stata sconfitta dalle truppe ribelli e desiderava, più di ogni altra, vendicarsi. Comandò, quindi alla legio V Macedonica di raggiungerlo passando per Emmaus, alla legio X Fretensis di passare per Gerico, mentre egli stesso si avviò con le altre due (la XII Fulminata e la XV Apollinaris) ed un numero assai maggiore di truppe alleate fornite dai re clienti, oltre ad un buon numero di ausiliari siriaci.
I vuoti lasciati nelle quattro legioni, da quei reparti che Vespasiano aveva inviato insieme a Muciano in Italia, furono riempiti dalle truppe condotte da Tito. Egli era infatti giunto da Alessandria d'Egitto con 2 000 legionari scelti tra le truppe di stanza in Egitto, oltre ad averne convocati altri 3 000 dalle guarinigioni siriane lungo l'Eufrate. Nel suo seguito il personaggio più importante, per lealtà e capacità era Tiberio Alessandro che, come governatore d'Egitto aveva appoggiato la candidatura di Vespasiano alla porpora imperiale. Egli assisteva Tito con i suoi consigli su come condurre la guerra.

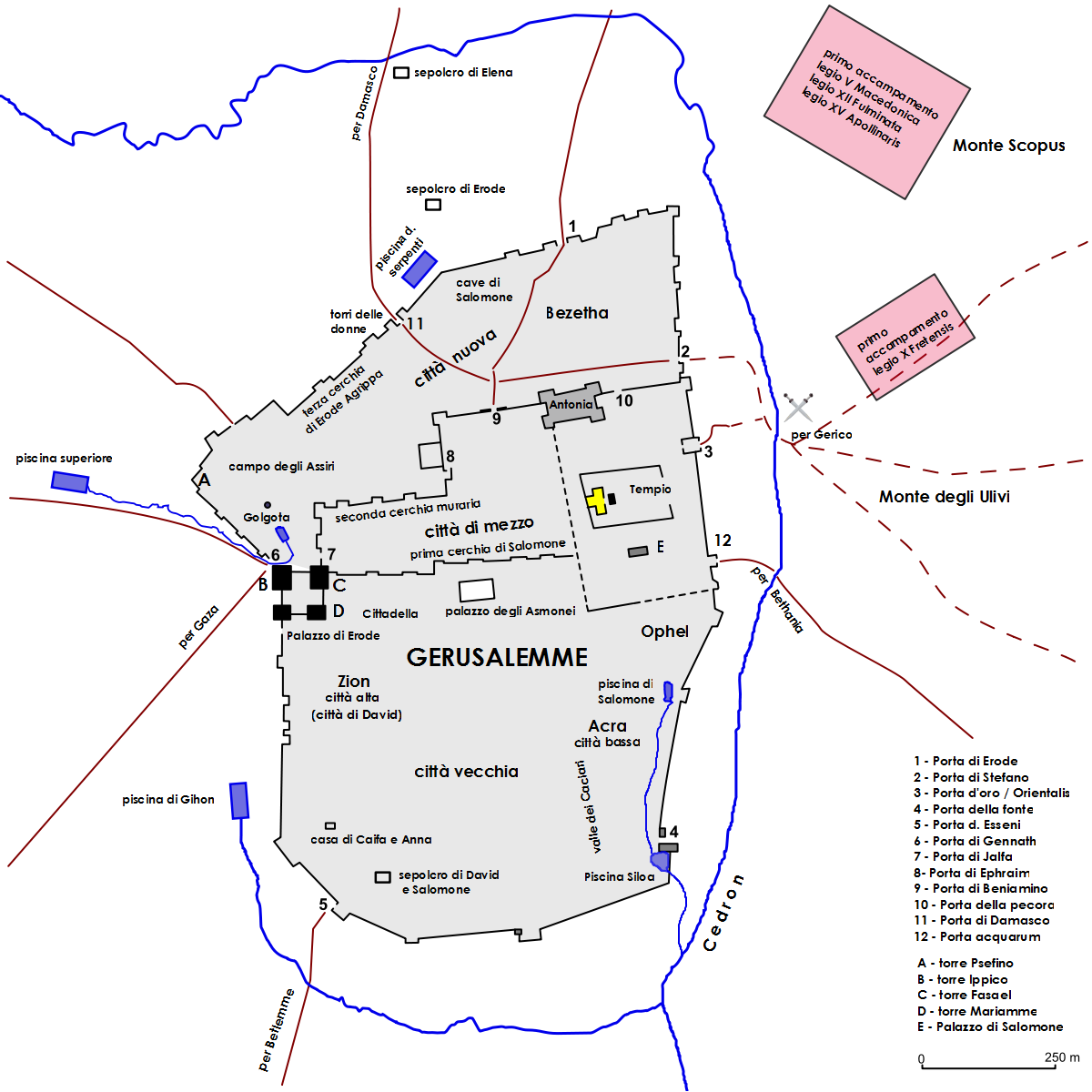
La città di Gerusalemme e l'inizio dell'assedio: gli accampamenti romani delle quattro legioni

Tito condusse l'esercito in bell'ordine, procedendo attraverso la Samaria fino a Gofna (dove era presente una guarnigione romana). Dopo aver alloggiato qui per una notte, riprese la marcia e a fine giornata di marcia pose l'accampamento nel luogo che i Giudei chiamano "Valle delle Spine" presso il villaggio di nome Gabath Saul (che significa Collina di Saul), a circa trenta stadi da Gerusalemme. Da qui, scelti 600 cavalieri, proseguì in ricognizione verso la città, per esaminarne le sue fortificazioni e valutare meglio le intenzioni dei Giudei, qualora, intimoriti al vedere l'armata romana, preferissero arrendersi. Tito aveva infatti saputo, che il popolo desiderava ardentemente la pace, ma non aveva il coraggio di ribellarsi alle tre fazioni di briganti in città.
Ormai prossimo alle mura della città, poco distante dalle cosiddette "Torri delle Donne", all'improvviso un grandissimo numero di nemici apparve, uscendo dalla porta che si trova di fronte ai monumenti di Elena, e s'incuneò in mezzo alla cavalleria romana, dividendo la stessa in due parti e tagliando così fuori Tito con pochi altri. Non potendo tornare indietro in mezzo ai suoi, a causa del gran numero di nemici che si erano frapposti, considerando che molti dei suoi si erano dati alla fuga senza saper nulla del pericolo che incombeva sul loro comandante, optò per l'unica possibilità che aveva di salvarsi: voltò il cavallo e urlando ai compagni di seguirlo, si lanciò in mezzo ai nemici, aprendosi a forza il passaggio per raggiungere il grosso della cavalleria romana. I suoi compagni si tennero stretti a Tito, ricevendo colpi da dietro e sui fianchi, sapendo che l'unica loro possibilità di salvarsi era di rimanere uniti al loro comandante, cercando di non rimanere accerchiati. Fu così che Tito riuscì a mettersi in salvo, raggiungendo accampamento romano.
(Giuseppe Flavio, La guerra giudaica, V, 2.2.66)
Una volta raggiunto nella notte dalla legione proveniente da Emmaus (la legio V Macedonica), il giorno seguente, Tito tolse l'accampamento e si avvicinò ulteriormente alla città fino a raggiungere la località di Scopos (monte Scopus), da dove era possibile vedere la città e la grande mole lucente del Tempio: si tratta di un'altura che con i suoi declivi raggiunge la parte settentrionale della città. Qui, alla distanza di sette stadi dalla città, comandò di porre un accampamento per due legioni, mentre la V Macedonica si acquartierò a tre stadi dietro a quelle, poiché più stanca per la marcia notturna e meritandosi maggiore protezione. Poco dopo giunse anche la quarta legione, la legio X Fretensis, che proveniva da Gerico, dove alcune vexillationes erano state lasciate a guardia dei passi già occupati in precedenza da Vespasiano. Quest'ultima legione ebbe l'ordine di accamparsi a sei stadi da Gerusalemme, sul monte degli Olivi, che si trova di fronte alla parte orientale della città, da cui la divide un profondo burrone che si chiama Cedron (valle del Cedron).

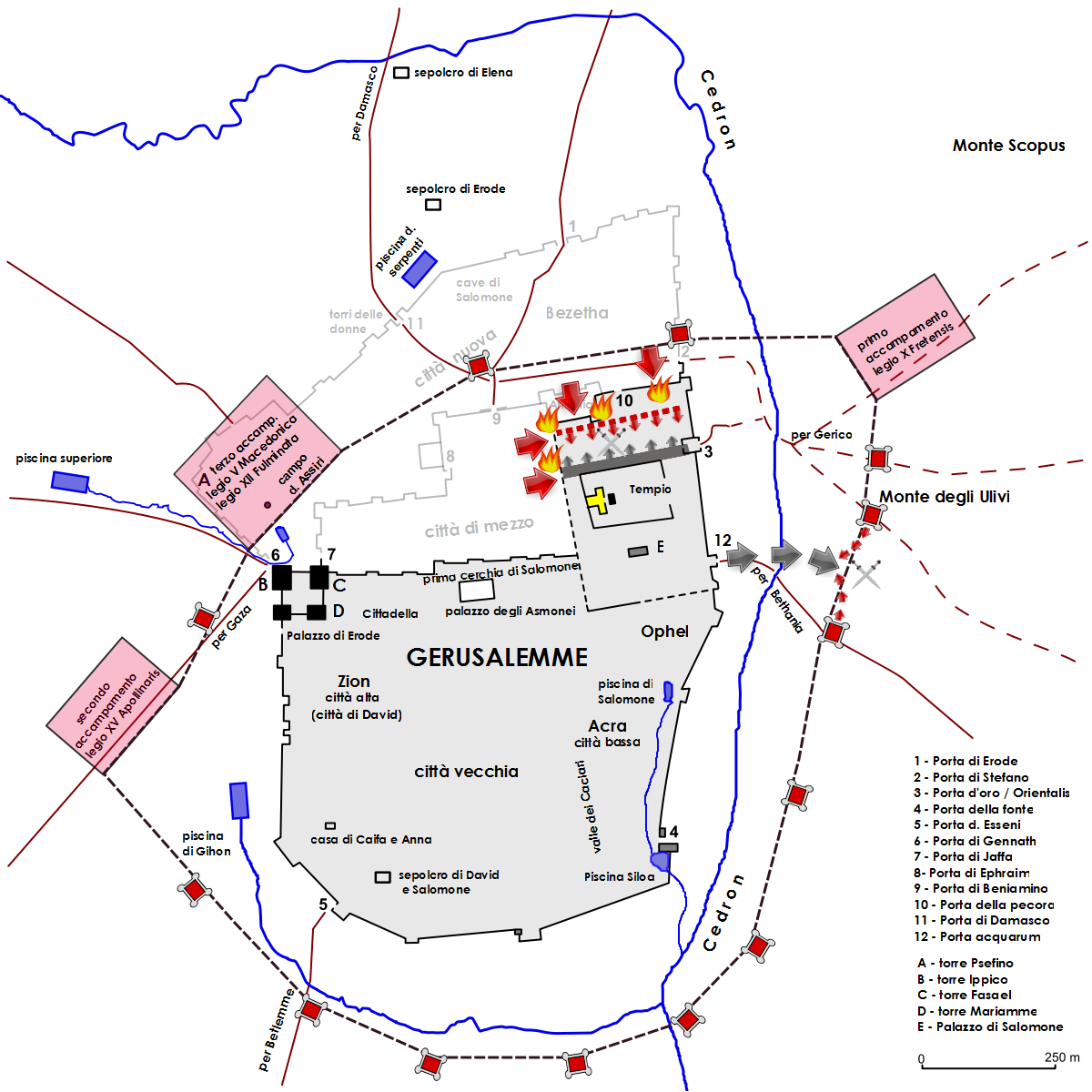
La fase cruciale dell'assedio di Gerusalemme: inizia la penetrazione romana all'interno del perimetro esterno del grande tempio. Contemporaneamente i Romani della circonvallazione, sul monte degli Ulivi, vennero attaccati dai Giudei, riuscendo a respingerli

Per la prima volta la lotta tra le fazioni all'interno della città, si fermò per il sopraggiungere dell'armata romana. Osservando la costruzione dei tre accampamenti dalle mura cittadine, i Giudei gettarono le basi per un'alleanza interna. Da qui ebbe inizio l'assedio alla città. Era marzo del 70. Dopo quindici giorni di combattimenti, il 25 maggio del 70, i Romani presero la prima delle tre muraglie che cingevano Gerusalemme, l'abbatterono e penetrarono nel quartiere di Bezeta. Poi Tito pose il suo comando nel Gareb e fece costruire un muro alto tre metri e lungo 7 300 metri tutt'intorno la città.
Nel frattempo, all'interno della città, Eleazaro ben Simone, capo degli Zeloti che occupavano il Tempio, fece entrare dei pellegrini nel recinto per la Pasqua ebraica, che si rivelarono in realtà seguaci di Giovanni di Gamala. Dopo una feroce lotta questi prevalsero, cosicché nella città rimasero solamente i sostenitori di Giovanni e quelli di Simone bar Giora (i Sicarii).
Alcuni giorni dopo Tito attaccò la fortezza Antonia e, per poter avere un più facile accesso alla spianata del Tempio, la rase al suolo. Furono promessi ricchi premi a coloro che avessero compiuto gesti rilevanti di valore, tanto da creare alcuni episodi estremi di individualismo. Venne la volta del Tempio: Tito inizialmente promise ai difensori che non avrebbe toccato il Tempio (anche se lo storico del IV-V secolo Sulpicio Severo sostiene il contrario) ma, a causa dei continui affronti che ricevette, il 9 agosto 70 appiccò il fuoco al Tempio e il vessillo dei legionari venne alzato sulla Porta Orientale. Sesto Giulio Frontino ricorda che l'ultimo baluardo difensivo dei Giudei fu sconfitto durante la festività ebraica della Shabbat. In questa occasione Tito fu proclamato imperator, e gli fu concesso il trionfo a Roma, dove nel 71 fece sfilare 700 prigionieri, Simone, Giovanni e gli arredi del Tempio.
Giuseppe Flavio racconta che al termine dell'assedio, il numero complessivo dei prigionieri catturati durante l'intera guerra fu di 97 000, i morti pari a 1 100 000. La maggior parte erano giudei, non di Gerusalemme, giunti da ogni parte del paese per la festa degli Azzimi, e il sovraffollamento generò prima la pestilenza e poi il flagello della fame. Il numero delle vittime risultò superiore a quello di qualsiasi altro sterminio prima di allora, secondo quanto riportato da Giuseppe Flavio. Giovanni, capo di una delle fazioni dei ribelli, distrutto dalla fame nei sotterranei insieme con i fratelli, chiese con insistenza gli fosse concessa la grazia, in passato più volte rifiutata, mentre Simone (a capo di un'altra fazione di ribelli) si arrese dopo una lunga lotta. A quest'ultimo fu riservata la pena di morte dopo aver sfilato in trionfo a Roma, Giovanni fu invece condannato al carcere a vita. I Romani, infine, incendiarono fino alla periferia della città e abbatterono l'intera cerchia di mura di Gerusalemme.
Terminato l'assedio, Tito dispose che, ad esclusione della legio X Fretensis, che lasciò a presidio di Gerusalemme, il resto dell'esercito venisse inviato nelle località stabilite. La legio XII Fulminata venne rimossa dalla Siria e, mentre prima era accampata a Raphana, la spedì nella città chiamata Melitene posizionata presso l'Eufrate, lungo il confine tra il regno d'Armenia e la provincia di Cappadocia. Le altre due legioni, la legio V Macedonica e la legio XV Apollinaris, lo seguirono fino in Egitto. Poi egli marciò con il suo esercito fino a Cesarea Marittima, dove mise al sicuro l'enorme bottino e pose sotto custodia la grande massa di prigionieri, anche perché l'inverno gli impediva di prendere il mare per l'Italia.
| Monetazione dei Flavi | Monetazione dei Flavi | Monetazione dei Flavi                                                     | Monetazione dei Flavi | Monetazione dei Flavi | Monetazione dei Flavi | Monetazione dei Flavi                                                            |
| Immagine              | Valore                | Dritto                                                                    | Rovescio | Datazione             | Peso; diametro        | Catalogazione                                                                    |
| --------------------- | --------------------- | ------------------------------------------------------------------------- | --- | --------------------- | --------------------- | -------------------------------------------------------------------------------- |
|                       | sesterzio             | IMP CAES VESPASIAN AUG P M TR P P P COS III, testa laureata verso destra; | IVDAEA CAPTA (la Giudea conquistata), un giudeo in atteggiamento di lutto, seduto verso sinistra all'ombra di una palma; a destra un prigioniero giudeo con le mani legate dietro la schiena, in piedi verso sinistra, le armi catturate dietro; S C in esergo. Fa certamente riferimento alla fine dell'assedio di Gerusalemme (agosto/settembre del 70). | inizi del 71          | 26,30 g               | RIC Vespasianius, II, 426; BMCRE 542; BN 494; Cohen 238.                         |
|                       | Denario               | T CAES IMP VESP PO-N TR POT, testa laureata e busto con drappeggio.       | Un giudeo seduto a lutto sulla destra all'ombra di una palma, Vespasiano in piedi sulla sinistra della palma in abito militare, ai piedi un elmo, tiene una lancia ed il parazonium. | inizi del 71?         | 3,34 g                | RIC Vespasianus, II, 367; RPC II 1934; Brin 93; BMCRE 518 (Vespasiano); RSC 392. |

Ripartito da Cesarea sul mare, si trasferì a Cesarea di Filippo, dove rimase a lungo offrendo alla popolazione ogni genere di spettacoli. Qui trovarono la morte molti dei prigionieri: alcuni gettati alle belve, altri costretti a scontrarsi tra loro a gruppi. Poi Tito venne raggiunto dalla notizia che anche Simone figlio di Ghiora era stato finalmente catturato. Con la cattura di Simone, i Romani nei giorni seguenti scoprirono un gran numero di altri ribelli nelle gallerie sotterranee di Gerusalemme. Quando Cesare tornò a Cesarea Marittima, gli venne portato in catene Simone, e Cesare diede ordine di riservarlo per il trionfo che presto avrebbe celebrato a Roma.
Durante il soggiorno in questa città, Tito festeggiò il compleanno del fratello Domiziano, che si trovava a Roma (24 ottobre del 70), dando inizio ad una serie di spettacoli in cui più di 2 500 giudei perirono, sia nei combattimenti contro le fiere, sia duellando tra loro o anche arsi vivi. Poi il Tito Cesare si trasferì a Berytus (colonia romana della Fenicia, il cui nome completo era colonia Iulia Augusta Felix Berytus), e vi si trattenne per un periodo più lungo, celebrando con maggiore sontuosità il compleanno del padre Vespasiano (17 novembre del 70), e mettendo a morte anche in questa circostanza tanti altri prigionieri, oltre a concedere nuove liberalità. E sempre in questo periodo accadde che i superstiti giudei di Antiochia di Siria furono incolpati ingiustamente, correndo il pericolo di essere sterminati dagli stessi Antiocheni, anche a causa di un precedente episodio del 67, che aveva generato malcontento nella popolazione cittadina.

### Anno 71

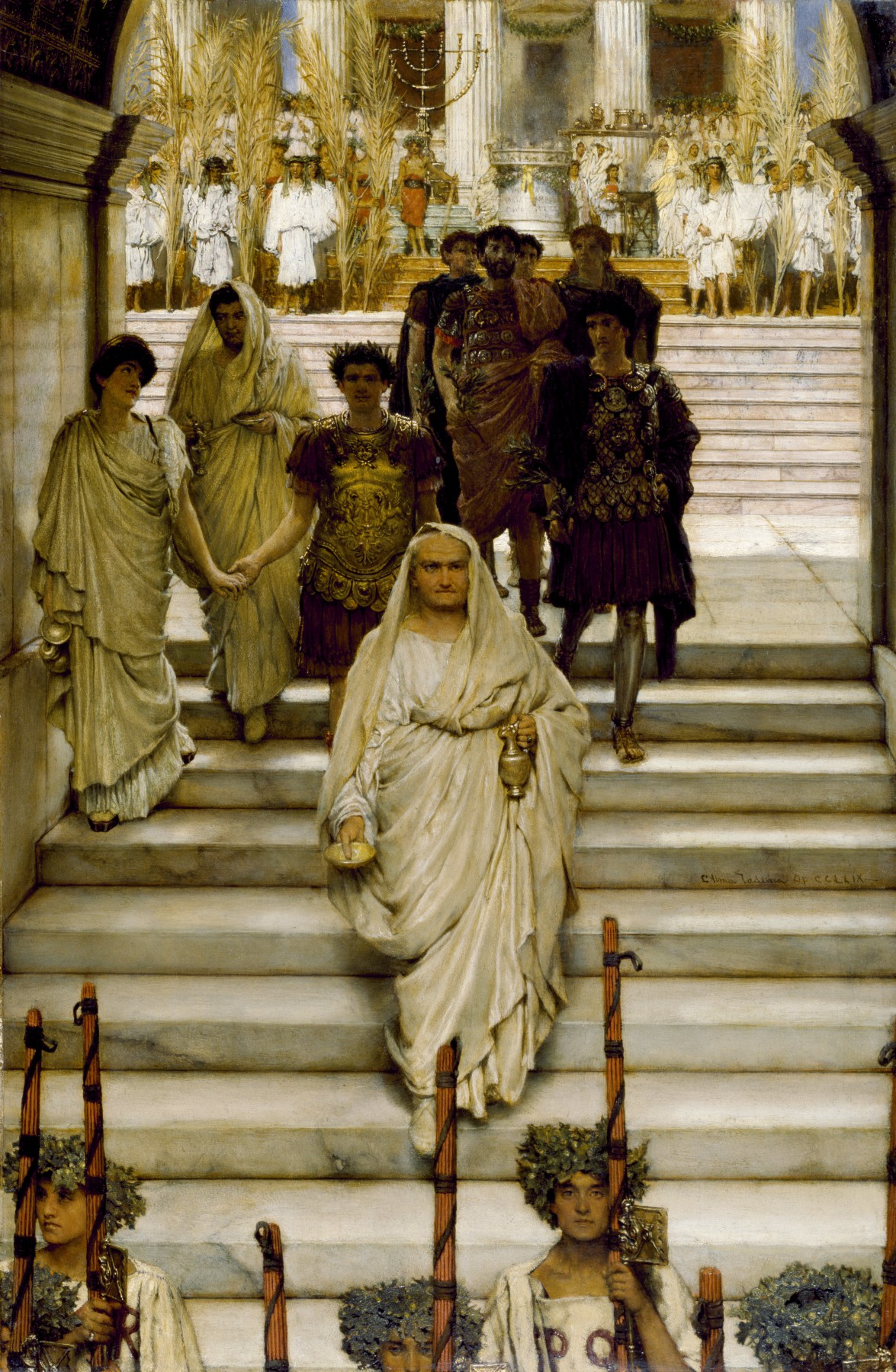
Vespasiano e Tito in trionfo (Lawrence Alma-Tadema, 1885).

Tito Cesare, dopo esser rimasto a Berito per un certo periodo (inverno del 70/71?), riprese il cammino, e in tutte le città della Siria in cui passava offrì magnifici ludi utilizzando i prigionieri giudei. Il popolo di Antiochia, quando seppe che il comandante romano era vicino, gli mosse incontro e si dispose ai margini della strada fra grandi acclamazioni, accompagnandolo fino in città. Qui lo pregarono di cacciare i Giudei dalla città, ma Tito non assentì per nulla. Proseguì fino a Zeugma sull'Eufrate, dove lo aspettava un'ambasceria di Vologase I di Partia, per offrirgli una corona d'oro per la vittoria sui Giudei. Ricevuto l'omaggio e offerto un banchetto in loro onore, Tito tornò ad Antiochia. Qui il senato degli Antiocheni lo invitò con insistenza di recarsi nel teatro, dove venne festeggiato, ma quando con insistenza gli fu chiesto di bandire i Giudei dalla città, Tito rispose:
(Giuseppe Flavio, La guerra giudaica, VII, 5.2.109)

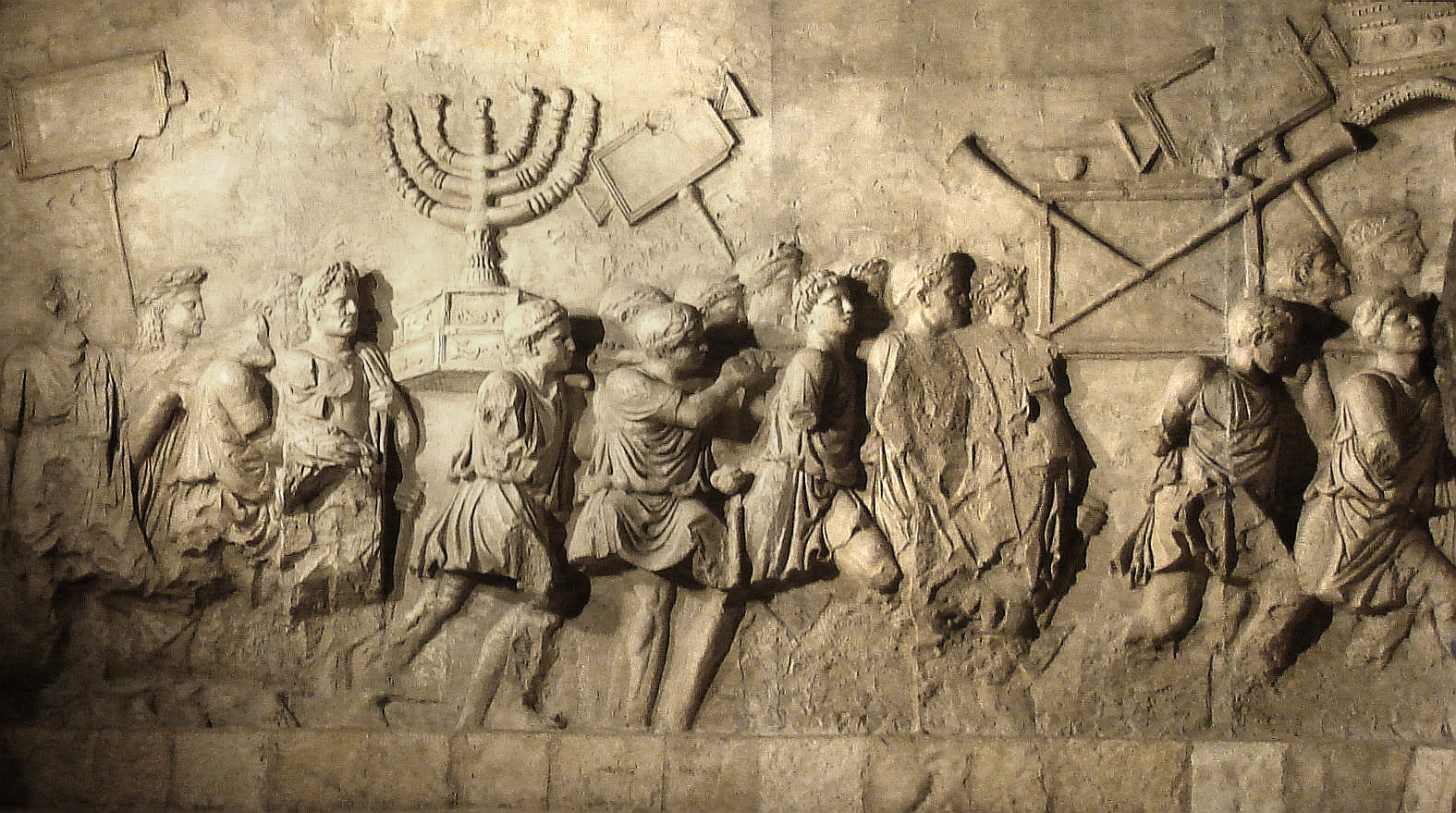
Rilievo della processione trionfale sull'Arco di Tito.

Allora gli Antiocheni fecero una seconda richiesta, quella di rimuovere le tavole di bronzo dove erano contenuti i diritti dei Giudei. E anche questa volta Tito negò loro questa concessione, per proseguire verso l'Egitto. Passò nuovamente da Gerusalemme e, paragonando quella triste visione di desolazione all'antico splendore della città, si commosse per la devastazione. Proseguì fino a raggiungere Alessandria d'Egitto. Qui, prima di imbarcarsi per l'Italia, inviò alle sedi di provenienza le due legioni che l'avevano accompagnato, la legio V Macedonica in Mesia e la legio XV Apollinaris in Pannonia. Quanto ai prigionieri, dispose di mandare subito in Italia i due capi, Simone e Giovanni, insieme ad altri 700, scelti per statura e prestanza fisica, per trascinarli in catene nel trionfo. Il viaggio per mare fu felice e Roma gli riservò un'accoglienza entusiastica come era accaduto in passato a suo padre, Vespasiano, che lo attendava nella capitale con il fratello, Domiziano. Pochi giorni più tardi, Vespasiano dispose di celebrare un unico trionfo, sebbene il senato ne avesse decretato uno per ciascuno. Una volta avvisati sulla data della cerimonia trionfale, l'immensa popolazione di Roma uscì a prendere posto dovunque si potesse stare, lasciando libero solo il passaggio per far sfilare il corteo.
| Trionfo a Roma sui Giudei | Trionfo a Roma sui Giudei | Trionfo a Roma sui Giudei                                                  | Trionfo a Roma sui Giudei                                                                                | Trionfo a Roma sui Giudei        | Trionfo a Roma sui Giudei | Trionfo a Roma sui Giudei                                                                         |
| Immagine                  | Valore                    | Dritto                                                                     | Rovescio                                                                                                 | Datazione                        | Peso; diametro            | Catalogazione                                                                                     |
| ------------------------- | ------------------------- | -------------------------------------------------------------------------- | --- | -------------------------------- | ------------------------- | ------------------------------------------------------------------------------------------------- |
|                           | Denario                   | T CAES IMP VESP PON TR POT, testa laureata e busto con drappeggio.         | Nessuna legenda, Tito in quadriga verso destra celebra il trionfo, tiene uno scettro ed un ramo d'ulivo. | dopo luglio del 71: inizi del 72 | 18 mm, 3,52 g, 5 h;       | Roman Imperial Coinage, Vespasianus, II 368; RPC II 1935; Hendin 789; BMCRE 521; BN 324; RSC 395. |
|                           | Denario d'argento         | IMP CAES VESP AVG P M COS IIII, testa laureata dell'Imperatore Vespasiano. | Nessuna legenda, Vespasiano su una quadriga verso destra.                                                | inizi del 72                     | 18 mm, 3,30 g             | RIC II 364; RPC II 1931; RSC 643.                                                                 |

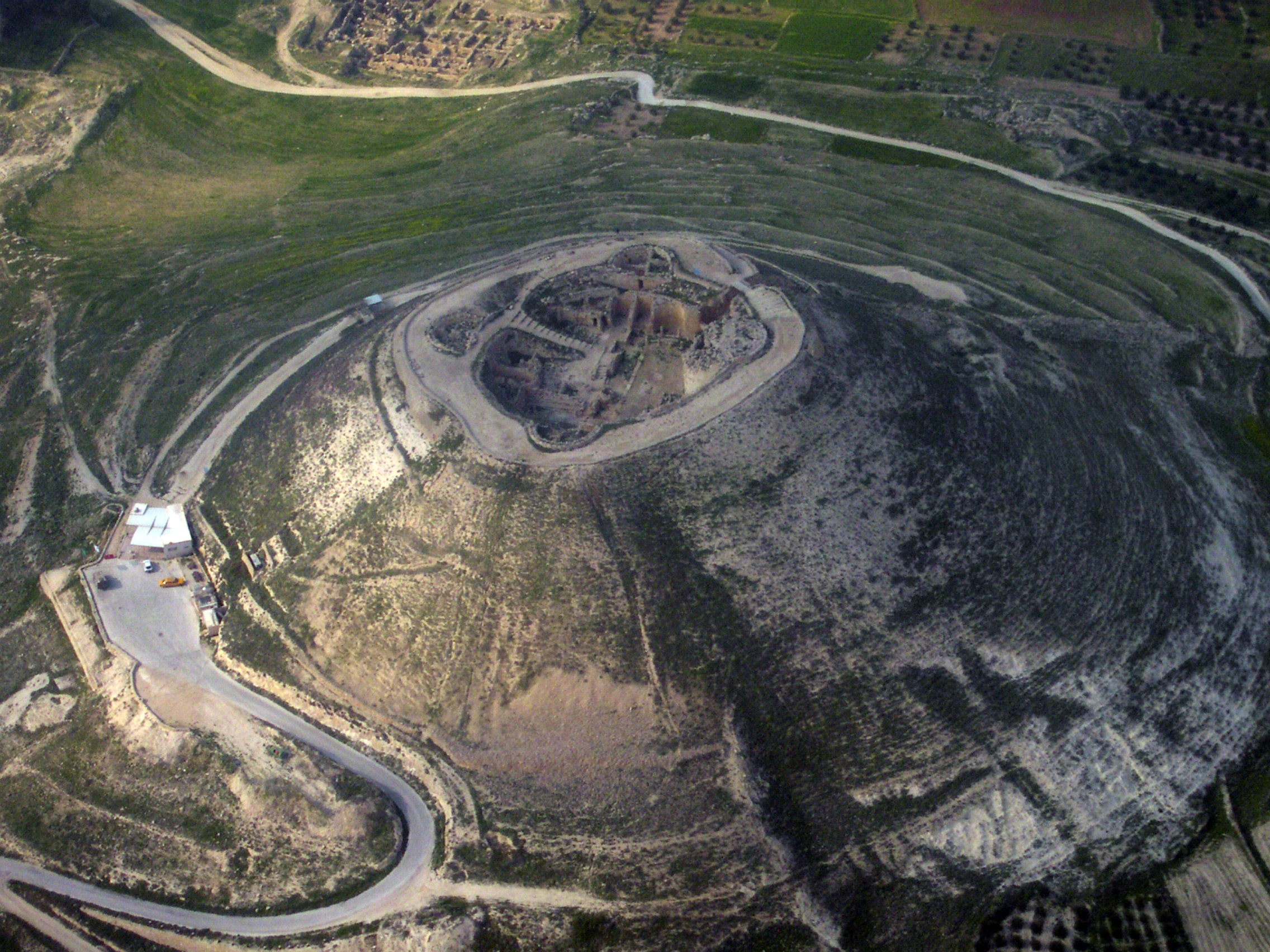
La fortezza di Herodion occupata dai Romani nel corso del 71

Sesto Lucilio Basso, che era stato inviato in Giudea come legatus Augusti pro praetore, ricevendo le consegne da Sesto Vettuleno Ceriale, dopo aver preso la fortezza di Herodion con tutta la guarnigione, riunì insieme alla legio X Fretensis anche le forze ausiliarie che si trovavano distaccate in vari forti e fortini della zona, e decise di marciare contro Macheronte. Era, infatti, assolutamente necessario conquistare questa fortezza, per evitare una nuova rivolta. Dopo una breve resistenza, la fortezza capitolò in mano romana grazie ad uno stratagemma. Un giovane e coraggioso di Macheronte era stato fatto prigioniero dai Romani. Dopo aver dato ordine di denudarlo e di infliggergli la flagellazione, Basso si accorse che i Giudei furono profondamente turbati per la sorte del giovane, lamentandosi e gemendo per quella disgrazia. Al notare ciò, il comandante romano volle portare il loro dolore all'esasperazione in modo da costringerli a consegnare la fortezza in cambio della grazia al giovane, tanto che le sue speranze non andarono deluse:
(Giuseppe Flavio, La guerra giudaica, VII, 6.4.202-205.)

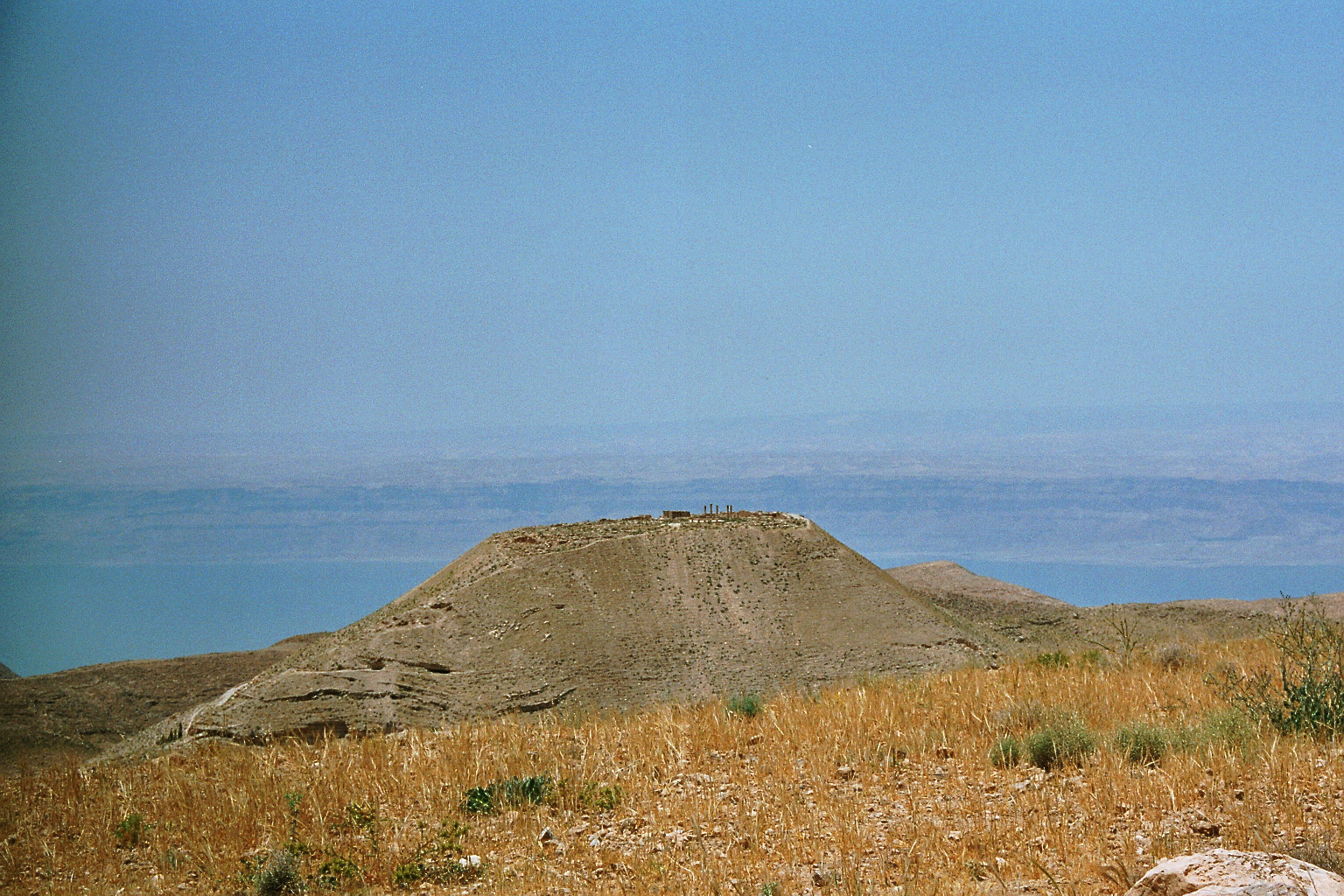
La fortezza di Macheronte, assediata e occupata dai Romani

Sistemate queste cose, Basso condusse l'esercito verso la foresta detta di Iardes, dove sembra si fossero raccolti molti degli scampati all'assedio di Gerusalemme ed a quello di Macheronte. Giunto sul posto, fece circondare il luogo dalla cavalleria per impedire la fuga ai Giudei, mentre alla fanteria diede ordine di abbattere la foresta. I Giudei si trovarono costretti a compiere un'azione valorosa, nella speranza di aprirsi un varco tra le forze romane, ma vennero da ogni parte accerchiati. Tentarono, allora, di opporre una strenua resistenza, ma alla fine dei Romani morirono solo dodici uomini, e pochi furono i feriti, mentre tra i Giudei perirono tutti, in numero di non meno di tremila, compreso il loro capo, Giuda figlio di Ari.
E mentre accadevano questi fatti l'imperatore Vespasiano ordinò a Sesto Lucilio Basso (legatus Augusti pro praetore) e a Laberio Massimo, che era il procurator Augusti, di assoggettare tutto il territorio della Giudea al regime di locazione in affitto. L'imperatore non costituì alcuna città, disponendo che quella regione fosse come una sua proprietà privata. A soli 800 soldati mandati in congedo permise di costituire una colonia nella località chiamata Emmaus (a 30 stadi da Gerusalemme). Impose infine a tutti i Giudei, ovunque risiedessero, una tassa di due dracme ciascuno da versare ogni anno al Campidoglio, in sostituzione di quella versata al tempio di Gerusalemme (Fiscus iudaicus). Questa fu la sistemazione che venne data alla Giudea.

### Anni 72-73
Nel quarto anno di regno di Vespasiano (dal luglio del 72), Antioco, re della Commagene, fu implicato in vicende tali che lo portarono a dover rinunciare al trono del regno "cliente" di Commagene a vantaggio di un'annessione romana. Giuseppe Flavio racconta che il governatore di Siria, Lucio Cesennio Peto, non sappiamo se in buona o cattiva fede nei confronti di Antioco, mandò una lettera a Vespasiano accusando lo stesso regnante, insieme a suo figlio Epifane, di voler ribellarsi ai Romani e di aver già preso accordi con il re dei Parti. Bisognava prevenirli per evitare una guerra che coinvolgesse l'impero romano.

Il regno di Commagene al momento dell'annessione all'impero romano nel 72.

Giuntagli una simile denuncia, l'imperatore non poté non tenerne conto, tanto più che la città di Samosata, la maggiore della Commagene, si trova sull'Eufrate, da dove i Parti avrebbero potuto passare il fiume ed entrare facilmente entro i confini imperiali. Così Peto venne autorizzato ad agire nel modo più opportuno. Il comandante romano allora, senza che Antioco e i suoi se l'aspettassero, invase la Commagene alla testa della legio VI Ferrata insieme ad alcune coorti e ali di cavalleria ausiliaria, oltre ad un contingente di alleati del re Aristobulo di Calcide e di Soemo di Emesa.
L'invasione avvenne senza colpo ferire, poiché nessuno si oppose all'avanzata romana o resistette. Una volta venuto a sapere della notizia, Antioco non pensò di far guerra ai Romani, al contrario preferì abbandonare il regno, allontanandosi di nascosto su un carro con moglie e figli. Giunto a centoventi stadi dalla città verso la pianura, si accampò.
Frattanto Peto inviò un distaccamento a occupare Samosata con un presidio, mentre col resto dell'esercito si diresse alla ricerca di Antioco. I figli del re, Epifane e Callinico, che non si rassegnavano a perdere il regno, preferirono impugnare le armi, e tentarono di fermare l'armata romana. La battaglia divampò violenta per un'intera giornata; ma anche dopo questo scontro dall'esito incerto, Antioco preferì fuggire con la moglie e le figlie in Cilicia. L'aver abbandonato figli e sudditi al loro destino, generò un tale sconcerto nel morale delle sue truppe che alla fine i soldati commageni preferirono consegnarsi ai Romani. Al contrario il figlio Epifane, accompagnato da una decina di soldati a cavallo, attraversò l'Eufrate e si rifugiò presso il re dei Parti Vologese, il quale lo accolse con tutti gli onori.
Antioco giunse a Tarso in Cilicia, ma qui venne catturato da un centurione inviato da Peto a cercarlo. Arrestato fu mandato a Roma in catene. Vespasiano però, non volendo vederlo in quelle condizioni, oltreché rispettoso dell'antica amicizia, durante il viaggio ordinò che fosse liberato dalle catene e lo fece fermare a Sparta. Qui gli concesse cospicue rendite, al fine di poter mantenere un tenore di vita da re. Quando queste informazioni giunsero al figlio, Epifane, che aveva temuto per la sorte del padre, si sentì liberato da una grave peso e cominciò a sperare di potersi riconciliare con l'imperatore. Chiese pertanto a Vologese di potergli scrivere per perorare la propria causa e del fratello. Epifane e Callinico, pur venendo trattati bene, non riuscivano ad adattarsi a vivere al di fuori dell'impero romano. Vespasiano concesse loro, generosamente, di trasferirsi senza paura a Roma insieme al padre, che sarebbero stati trattati con ogni riguardo.

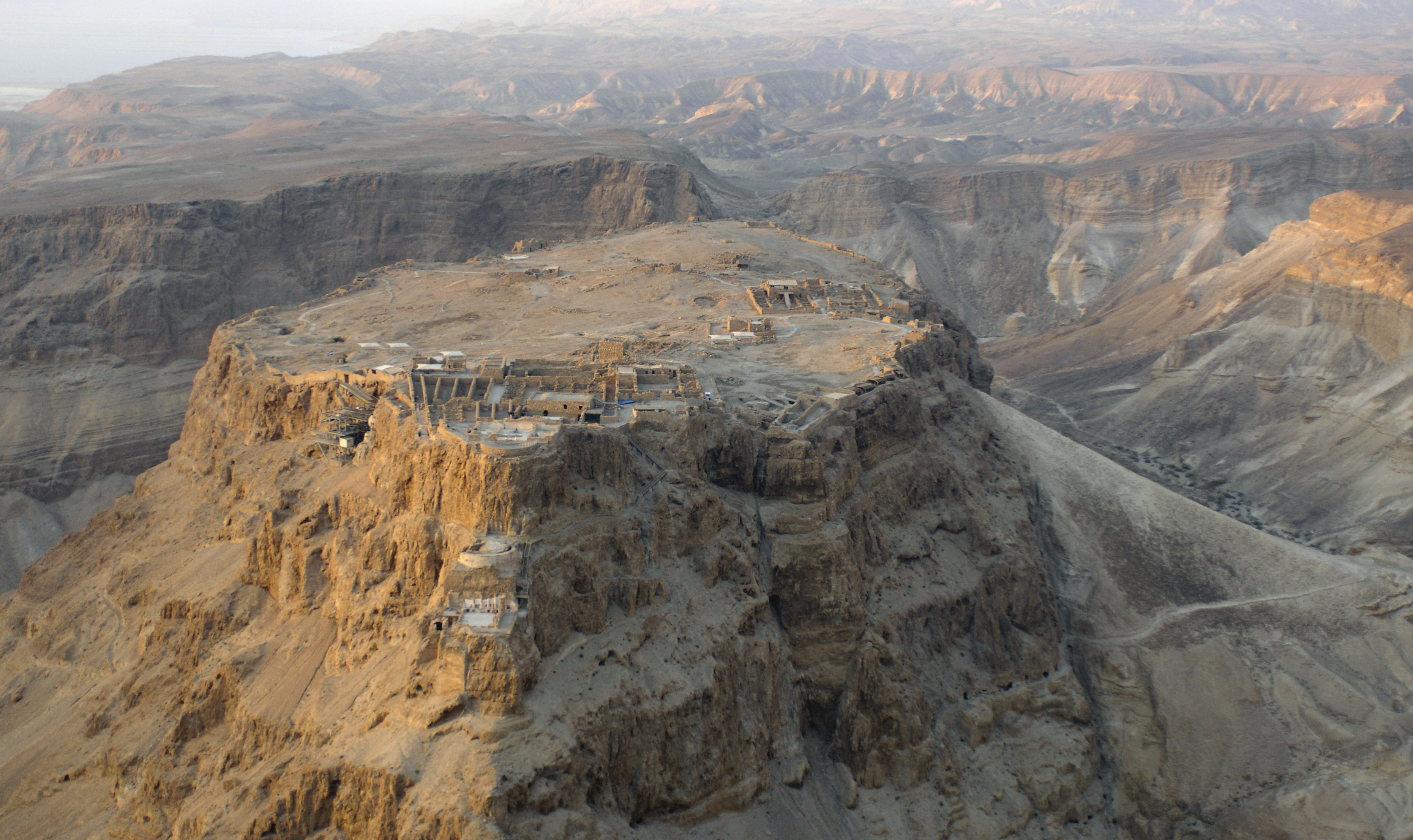
Il pianoro-fortezza di Masada che subì un lungo assedio prima di capitolare. Sulla destra si intravede il terrapieno innalzato dai Romani

Al governo della Giudea, successe Lucio Flavio Silva, poiché Sesto Lucilio Basso era morto improvvisamente (nel 72). Il nuovo governatore, avendo osservato che tutto il resto del paese era stato sottomesso tranne un'unica fortezza ancora in mano ai ribelli, radunò la sua armata dalla regione circostante e marciò su di essa. Si trattava di Masada. Essa era stata occupata dai Sicarii, che avevano eletto quale loro leader un certo Eleazar Ben Yair, un uomo potente, discendente da quel Giuda che aveva persuaso molti Giudei a sottrarsi al censimento fatto nel 6-7 d.C. da Publio Sulpicio Quirinio in Giudea.
Sappiamo che in quel periodo, i Sicarii ordirono una congiura contro quelli che erano disposti a sottomettersi ai Romani, combattendoli come se fossero nemici, depredandoli dei loro averi e del loro bestiame, appiccando il fuoco alle loro case. Essi sostenevano non vi fosse alcuna differenza fra loro e gli stranieri, poiché si erano ormai rassegnati a perdere la loro libertà per la quale i Giudei avevano tanto lottato. In realtà, se inizialmente si unirono ai Giudei nella ribellione, prendendo parte attiva nella guerra contro i Romani, in seguito usarono atrocità terribili contro chi denunciava le loro malefatte.
Il comandante romano mosse contro Eleazar e la sua banda di sicarii che occupavano Masada, assicurandosi prima il controllo dell'intera regione circostante, stabilendovi presidi nei luoghi più opportuni. Subito dopo innalzò un muro tutt'intorno alla fortezza, perché nessuno degli assediati potesse fuggire, e vi pose a guardia delle sentinelle. Si accampò quindi per condurre le operazioni d'assedio, dove le pareti a strapiombo della fortezza risultano più prossime alla vicina montagna, anche se risultava in posizione poco comoda per i rifornimenti. Qui infatti le vettovaglie e l'acqua dovevano essere trasportate da lontano, con grande pena dei Giudei addetti a questo lavoro, poiché sul luogo non vi era neppure una sorgente. Disposto tutto ciò, Silva si dedicò all'assedio, richiedendo grande abilità strategica e sforzi non indifferenti per la straordinaria solidità della fortezza.
Masada si presentava su un altopiano scosceso e aveva abbondanti riserve di acqua e cibo. L'assedio romano, intrapreso da Lucio Flavio Silva durò alcuni mesi. Alla fine i Romani, dopo aver costruito una torre rivestita di ferro alta 30 metri sopra un enorme terrapieno, erano ormai prossimi ad entrare nella fortezza. Resosi conto della disfatta ormai imminente, il capo zelota Eleazar Ben Yair, non avendo alcuna intenzione di fuggire, né di permettere a nessun altro dei suoi di farlo, immaginò quello che i Romani avrebbero fatto a loro, ai figli e alle mogli, e considerò che l'unica opzione per loro fosse il suicidio collettivo. Deciso a compiere un gesto simile, riuscì a convincere i suoi uomini ad aiutarlo in questa triste impresa, ricordando loro dell'immortalità dell'anima. I presenti allora, spinti dalle parole di Eleazar, in un motto d'incitamento come invasati, cercarono l'uno di precedere l'altro per dar prova di coraggio e per non essere tra gli ultimi a morire, uccidendo mogli, figli e sé stessi.
(Giuseppe Flavio, La guerra giudaica, VII, 9.1.391-392.)
Alla fine si salvarono solo due donne e cinque bambini nascondendosi nei cunicoli sotterranei che trasportavano l'acqua potabile. Le vittime furono in totale 960, comprese donne e bambini. La data dell'eccidio fu il quindici del mese di Xanthico (marzo del 73).

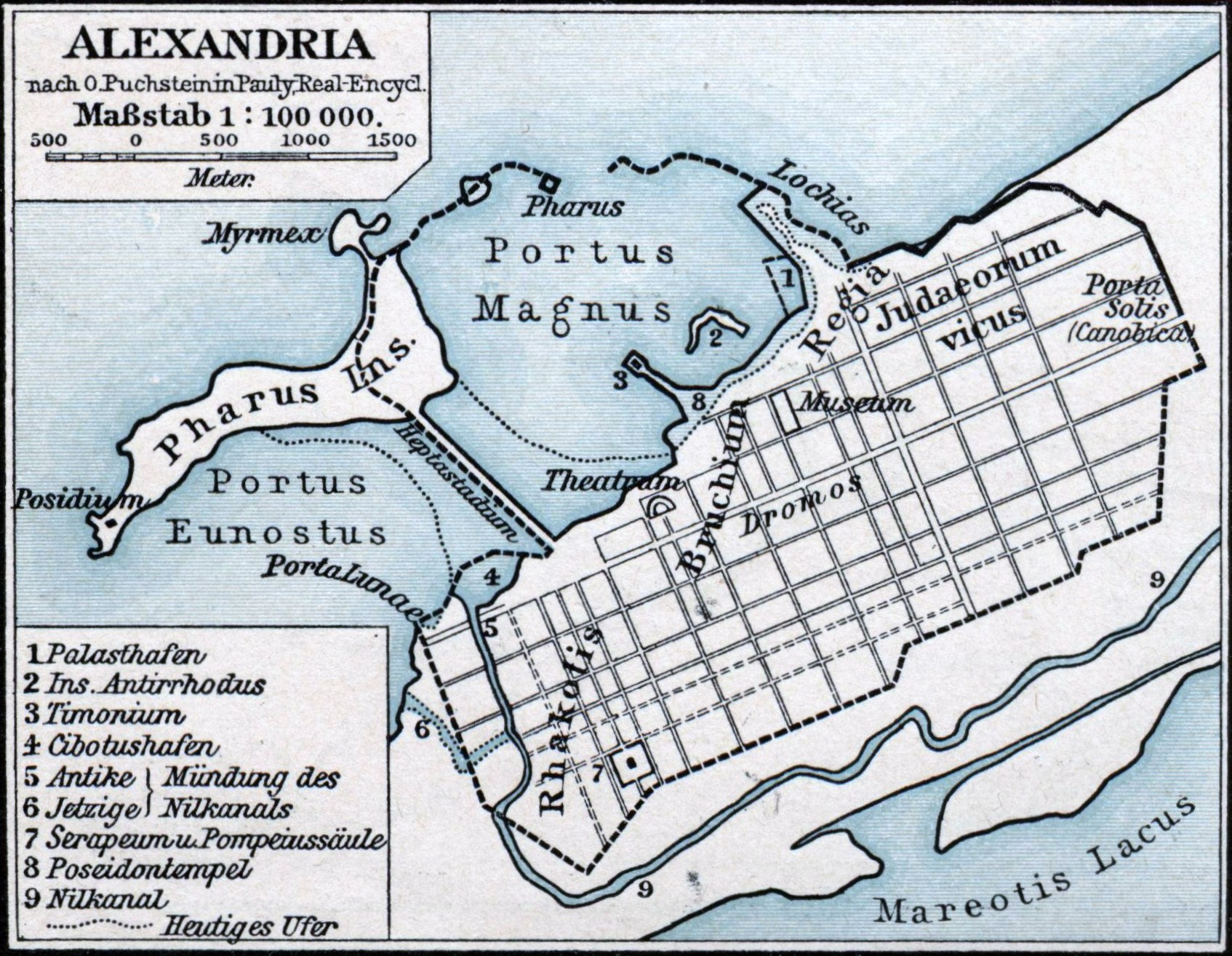
Mappa di Alessandria d'Egitto con il porto, il faro ed il quartiere giudeo.

Quando all'alba i Romani si gettarono all'attacco finale, gettando passerelle per avanzare dal terrapieno, rimasero stupiti della mancanza di resistenza. Una volta scavalcate le mura trovarono la fortezza desolata e gli edifici in fiamme, senza capire cosa fosse realmente accaduto. Alla fine le due donne uscirono dal nascondiglio e raccontarono ai Romani tutti i particolari dell'accaduto. I Romani, rimasti increduli dinanzi a tanta forza d'animo, quando videro quella immane distesa dei cadaveri, non provarono esultanza per aver annientato il nemico, ma l'ammirazione per il nobile gesto. Occupata la fortezza di Masada, il comandante romano, Lucio Flavio Silva vi lasciò una guarnigione, mentre con il resto dell'esercito tornò a Cesarea Marittima. Non rimaneva più alcun nemico nel paese. Era stato completamente sottomesso nel corso della lunga guerra, anche se molti Giudei residenti in altre province romane, furono esposti al pericolo di disordini. Giuseppe Flavio narra infatti che, qualche tempo dopo, molti giudei trovarono la morte ad Alessandria d'Egitto. Quelli che erano riusciti a fuggire dalla rivolta dei sicarii, ripresero a tramare incitando molti intraprendere la lotta per la libertà contro l'invasore romano. Contrastati da alcuni notabili della comunità giudaica, assassinarono costoro continuando ad incitare alla rivolta. Vennero allora denunciati, rei di tutti i disastri passati e del loro costante tentativo di sobillare alla rivolta.
E così la popolazione alessandrina, per dimostrare la sua lealtà ai Romani, considerata la gravità della situazione, si scatenò furiosamente contro i sicarii, che furono tutti gettati in prigione. Seicento furono catturati subito. Quelli che cercarono rifugio all'interno dell'Egitto, in particolare a Tebe, vennero arrestati e riportati indietro poco dopo. Ma quando venne escogitata contro di loro ogni forma di tortura, affinché dicessero di riconoscere Cesare come loro padrone, nessuno cedette, nemmeno i più giovani. Diedero così prova di estremo coraggio, sopportando i tormenti e il fuoco con il corpo, tanto da apparire insensibili.
A quel tempo era governatore d'Egitto e Alessandria, un certo Tiberio Giulio Lupo, il quale subitamente informò Cesare di questi primi fermenti di rivolta. L'imperatore, temendo nuove tendenze rivoluzionarie dei Giudei e che si raccogliessero nuovamente in forze, ordinò a Lupo di distruggere il tempio giudaico nel cosiddetto distretto di Onias, che si trovava a 170 stadi (27-30 km) di distanza da Menfi, nel nomo detto Eliopolitano. Lupo, allora, ricevuta la lettera dell'imperatore, raggiunse il tempio e, dopo avervi asportato i doni votivi, lo chiuse. Morto poco dopo Lupo (nel 73), il suo successore, Valerio Paolino, spogliò il tempio di tutti i doni votivi, vietò l'ingresso nel santuario a chi voleva fare cerimonie di culto e rese il tempio del tutto inaccessibile (dopo 343 anni dalla sua costruzione).
Frattanto altri sicarii contagiarono con i loro propositi di rivolta anche le città attorno a Cirene. Qui era giunto un certo Gionata, il quale dopo aver attirato molti tra i più miserabili del popolino, promise loro prodigi e apparizioni. Ancora una volta i più ragguardevoli fra i Giudei di Cirene denunziarono i suoi piani a Catullo, il governatore della pentapoli libica. Egli inviò un corpo di cavalieri e di fanti che, poco dopo, ebbero ragione di quei poveri miserabili. Molti furono uccisi, altri vennero catturati e portati davanti a Catullo. Gionata, inizialmente riuscì a fuggire, ma poi venne catturato e, trascinato davanti al del governatore, escogitò un modo per aver salva la vita, dichiarando falsamente che erano stati i più ricchi dei Giudei a costringerlo a rivoltarsi. Il governatore accolse con piacere queste calunnie, ingigantendo la situazione e rendendola molto più drammatica di quanto fosse realmente, per far credere di trovarsi di fronte una nuova guerra giudaica di immani proporzioni. Il peggio fu che Catullo indusse Gionata a denunziare un giudeo di nome Alessandro, col quale un tempo era venuto in urto, mettendolo a morte; poco dopo il governatore romano fece subire la stessa sorte a tutti i Giudei più ricchi, in numero di tremila, inglobando poi i loro averi nel fisco imperiale. Per evitare poi di essere smascherato, convinse Gionata e altri, a denunziare come cospiratori le più importanti personalità giudaiche di Alessandria e di Roma, tra cui lo stesso Giuseppe Flavio. Alla fine Catullo fu smascherato quando venne a Roma, portandosi dietro in catene la banda di Gionata. Qui Vespasiano e Tito ebbero dei sospetti e promossero delle indagini che condussero all'infondatezza delle imputazioni a carico degli accusati. Gionata venne allora, prima torturato e poi bruciato vivo. Catullo inizialmente subì un semplice rimprovero da parte dei due imperatori, ma non molto tempo dopo, colpito da una malattia incurabile, fece un'orribile morte.

## Conseguenze

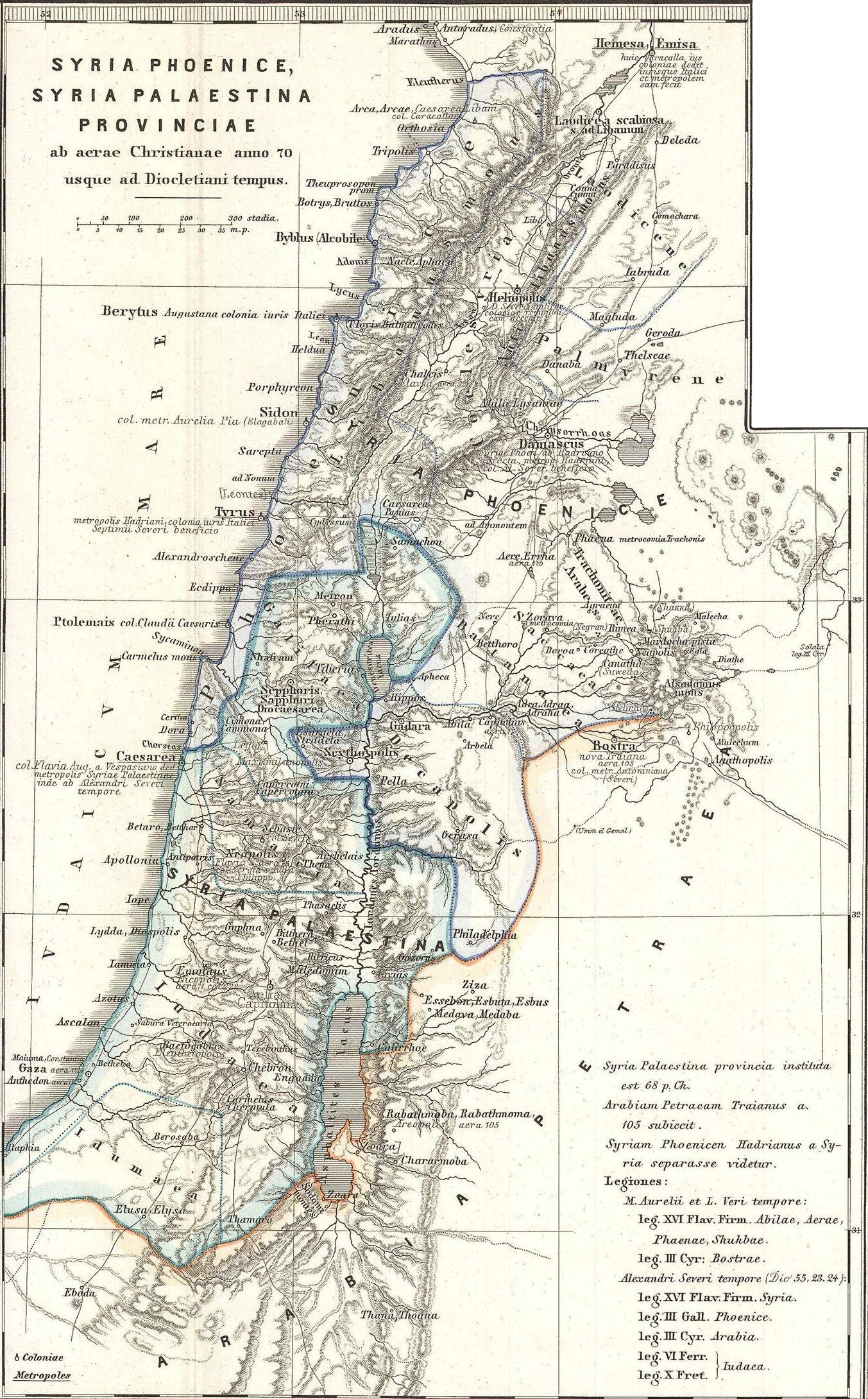
Riorganizzazione dell'antica provincia romana di Giudea dopo la prima guerra giudaica (70), fino a Diocleziano.

Gli effetti immediati della guerra furono la distruzione del tempio di Gerusalemme, edificio che non verrà mai più ricostruito, e la riduzione in schiavitù di 97 000 Giudei, che vennero dispersi in tutto l'impero. Fu l'inizio della diaspora. Dopo questi eventi e la caduta del sacerdozio del Tempio i Farisei si imposero dal punto di vista religioso nel mondo ebraico grazie all'opera compiuta da Jochanan Ben Zakkai.

### Reazioni immediate
La grande maggioranza delle notizie sono di prima mano, essendo state fornite dallo storico giudeo Giuseppe, che fu uno dei capi rivolta. Egli, quando scoppiò la rivolta, partecipò attivamente ottenendo l'incarico di dirigere la resistenza contro i romani nella Galilea settentrionale. Qui, dopo aver resistito per 47 giorni a Iotapata, si arrese alle truppe di Tito e Vespasiano. Una volta davanti a loro, predisse che sarebbero stati imperatori, cosa che gli assicurò la loro protezione; fu liberato ed assunse il loro praenomen di Flavio. Flavio Giuseppe sarà per questo sempre molto positivo nei giudizi verso i due cesari. Flavio attribuisce la rivolta alla follia dei ribelli, soprattutto alle frange più estreme, senza tacere sul malgoverno dei prefetti romani; ma se non tace su questi ultimi salva però l'impero come istituzione. I peccati dei ribelli avevano indotto Dio ad abbandonare Israele per Roma; Dio aveva abbandonato i ribelli che non si erano resi conto dell'assurdità di contrapporsi alla potenza mondiale. Giuseppe afferma che Daniele era stato il più grande dei profeti e aveva previsto le disgrazie del 66-70.
Traspare dunque la convinzione della provvisorietà dell'impero romano e della sua identificazione con il regno messianico; ciò che distingueva Giuseppe dai ribelli era la valutazione del momento in cui sarebbe avvenuta la guerra tra bene e male.

## Fonti storiche
La principale fonte a nostra disposizione per ricostruire gli avvenimenti della Prima Guerra Giudaica è la Guerra Giudaica di Flavio Giuseppe, ex comandante della rivolta ebraica che si arrese al generale romano Tito al termine dell'assedio di Iotapata. Giuseppe ottenne poi la cittadinanza romana quando Tito divenne imperatore, diventando uno storico dell'ebraismo a Roma. Altre fonti importanti sulla rivolta provengono dalle Historiae di Tacito, le Vite dei Cesari di Svetonio e lo Strategemata di Frontino: pur non essendo dettagliate come Flavio Giuseppe, forniscono una preziosa valutazione della guerra dal punto di vista romano.
Una Storia della Guerra Giudaica venne scritta dallo storico galileo Giusto di Tiberiade, ma è andata perduta e sopravvive solo in citazioni da parte di Flavio Giuseppe, Eusebio di Cesarea, San Girolamo. Pare che tale opera fosse severamente critica nei confronti della Guerra Giudaica di Flavio Giuseppe, provocando una dura risposta da parte di Giuseppe nella sua opera autobiografica Vita.
Un altro racconto della rivolta proviene da una cronaca del IV secolo d.C. scritta in latino da un autore anonimo, in passato identificato con Egesippo e noto quindi come Pseudo-Egesippo. Tale opera è però in gran parte una riscrittura della Guerra Giudaica di Flavio Giuseppe, con notevoli aggiunte anti-ebraiche e pro-cristiane che la rendono in gran parte inaffidabile.